# História do Sport Lisboa e Benfica

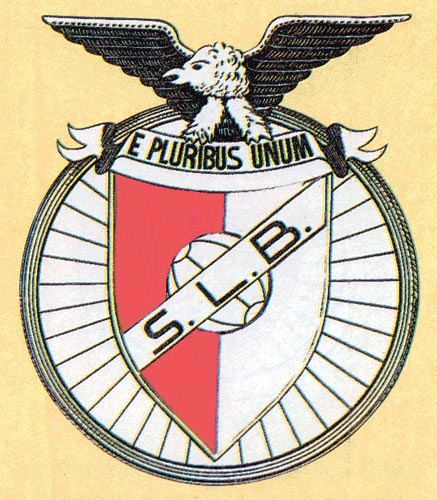
Símbolo do Sport Lisboa e Benfica em 1908, ano da fusão dos dois clubes que lhe deram origem.

A história do Sport Lisboa e Benfica está intimamente ligada à história de dois clubes: o Sport Lisboa e o Sport Clube de Benfica. A fusão dos mesmos deu-se em setembro de 1908, durante a presidência de João José Pires, que passou do cargo no Sport Clube de Benfica para o recém-unificado Sport Lisboa e Benfica.
Nas suas vitrines conta com trinta e oito campeonatos de Liga, vinte e seis Taças de Portugal, sete Taças da Liga e oito Supertaças, fazendo-lhe o segundo conjunto mais vencedor de Portugal, atrás do FC Porto, com duas Liga dos Campeões da UEFA e uma Taça Latina.

## Sport Lisboa

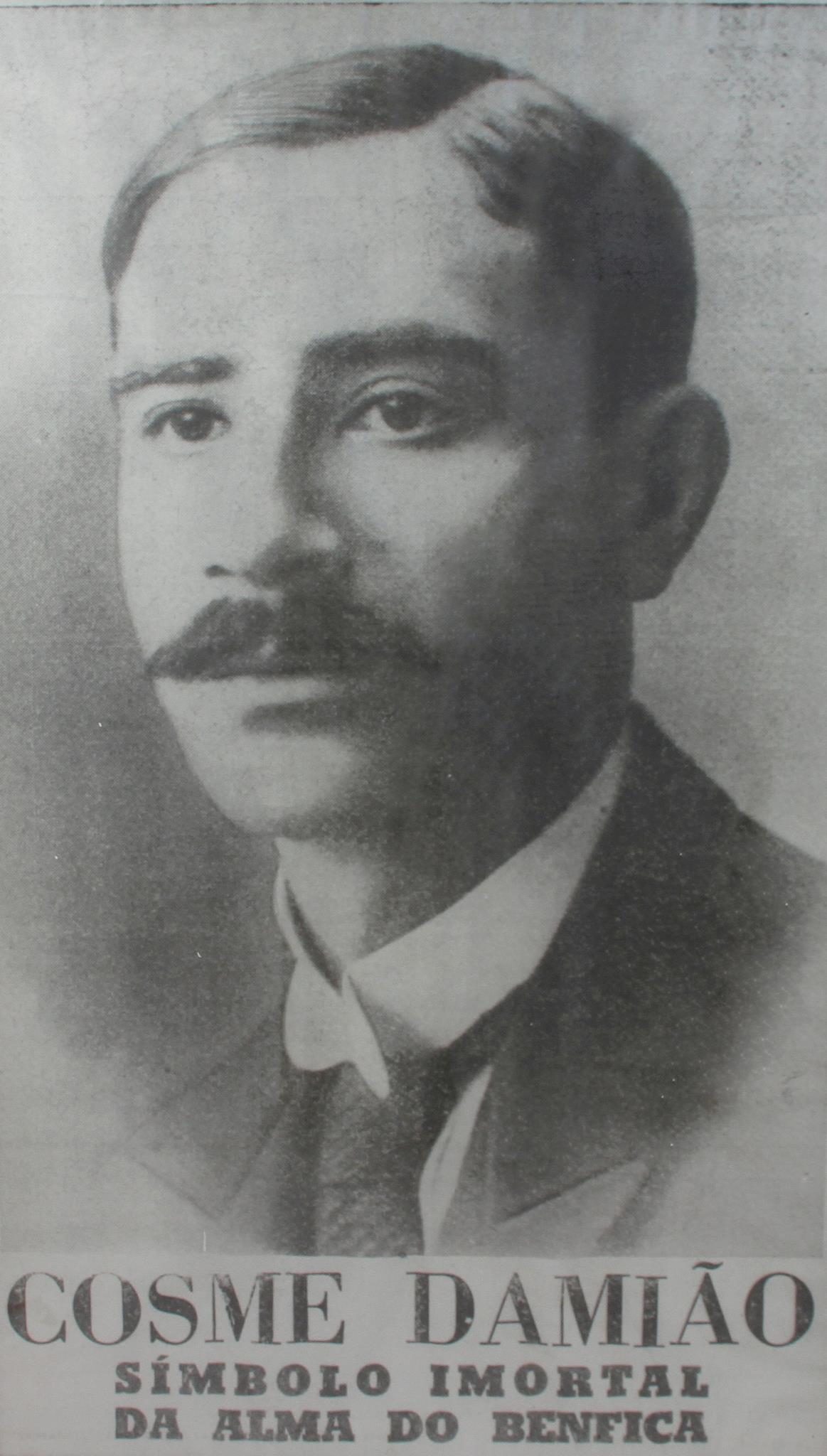
Cosme Damião

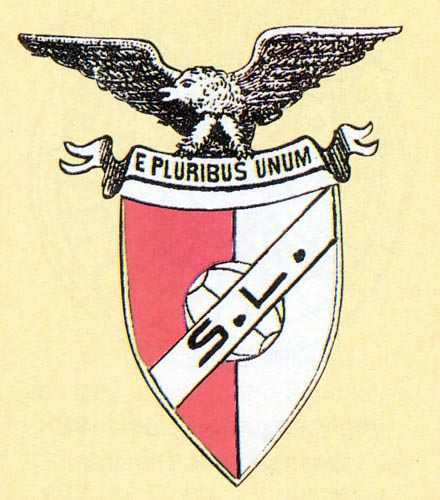
Emblema do Sport Lisboa (1904).

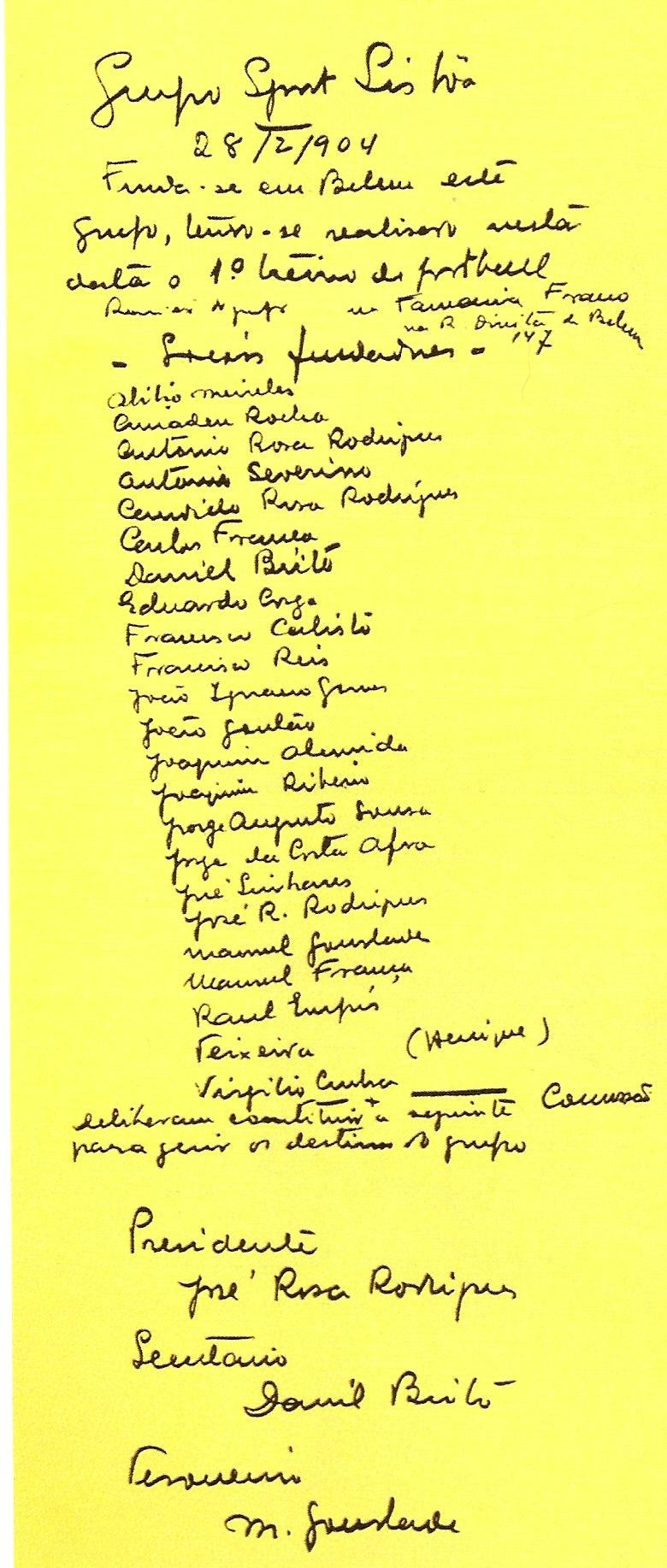
Ata da Fundação, cuja escrita se atribui a Cosme Damião, apesar de não estar assinada por este.

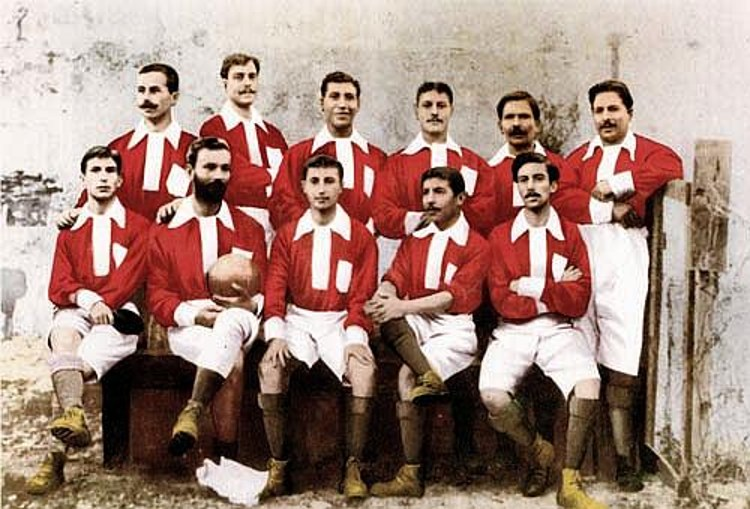
Equipa de futebol do Sport Lisboa no ano de 1905, quando jogou as primeiras partidas oficiais.

As origens remontam a dezembro de 1903, quando foram realizados dois desafios entre a Associação do Bem e o Grupo dos Catataus, ambos os grupos na génese do Sport Lisboa. O segundo jogo teria sido ganho, por 1-0, pela Associação do Bem, quando anteriormente num primeiro desafio havia perdido por 1-0. Os dois desafios foram disputados nas Salésias e no final do segundo jogo celebrou-se a vitória numa cervejaria em frente à Farmácia Franco. Dessa festa partiu a ideia dos jogadores se reunirem em clube, o que foi discutido posteriormente.
O Grupo dos Catataus (entre eles José Rosa Rodrigues) e a Associação do Bem (entre eles Cosme Damião) fundada em 31 de Julho de 1903 tinha por fins a beneficência, solidariedade, jogos, aula de esgrima, festas e reuniões, sendo também frequentadas por alunos da Casa Pia. Esta ligação seria meses mais tarde utilizada para recrutar alguns alunos para jogarem no Sport Lisboa, formando com eles acordos que não iam além da promessa verbal de pagamento das passagens de elétrico ou comboio, embora ocasionalmente os brindasse com uns pratinhos de iscas com batatas.
Em 28 de Fevereiro de 1904, um grupo de 24 ex-alunos da Casa Pia de Lisboa, de onde se destacava a figura de Cosme Damião, cria nas traseiras da Farmácia Franco, na zona aristocrática de Belém, o novo clube com uma única secção, a de futebol. Houve uma hesitação no nome: Sport Lisbonense de Lisboa ou Sport Lisboa, tendo sido escolhida a última designação. Nessa reunião histórica, ficaria definido que o recém-criado clube jogaria de vermelho e branco (simbolizavam a bravura e a paz), tomando por emblema uma águia (simbolizava a elevação das aspirações do clube) e o moto em latim "E Pluribus Unum", que significa de muitos, um!, ou seja, a união entre os associados e o espírito de família que caracterizou a criação do Clube. A aclamada reunião foi realizada na Farmácia propriedade do 1.º Conde do Restelo, Pedro Augusto Franco, e que havia sido Presidente da Câmara Municipal de Belém, Vereador e Presidente da Câmara Municipal de Lisboa.
É importante realçar que Cosme Damião, a quem se atribuiu a autoria da ata, não consta no documento o seu nome nem a sua assinatura. Apesar deste facto, este viria a tornar-se o principal impulsionador nas primeiras décadas da vida do novo Clube como secretário, jogador, capitão, e treinador.
A 1 de Janeiro de 1905, o Sport Lisboa realizou o primeiro jogo de futebol «formal», contra o Campo de Ourique. O treinador foi Manuel Gourlade e a vitória, por 1-0, acabou por sorrir ao Sport Lisboa.
Em 10 de Fevereiro de 1907, no campo da Quinta Nova, em Carcavelos, o Sport Lisboa venceu, por 2 a 1, os "mestres ingleses" do Carcavellos Club, invictos durante nove anos. Este resultado contribuiu para aumentar a estima pelo clube e atrair mais adeptos. Em 24 de Novembro de 1907, o Sport Lisboa atuou pela primeira vez na Feiteira, campo do Sport Clube Benfica, considerado na altura campo neutro. Nesse encontro, a contar para o Regional de Lisboa, o Internacional (CIF) perderia, por 1-0.
O Sport Lisboa, estando a passar por uma complexa situação financeira, e sem dispor de campo próprio  (nos primeiros tempos foi alugado o campo das Terras do Desembargador), viu em 1907, oito dos seus jogadores (sete da 1.ª categoria e um da 2.ª categoria) passarem para o mais abastado Sporting Clube de Portugal. Cosme Damião e Marcolino Bragança foram a «alma» da resistência, tendo inclusive Marcolino Bragança perdido o ano no Liceu, decidindo ficar e apostar na continuidade do clube. A equipa de reserva passou a ser a equipa de primeira categoria do Sport Lisboa e o primeiro derby realizou-se no dia 1 de Dezembro de 1907 com uma vitória do Sporting Clube de Portugal por 2-1, com um golo de Corga para o Sport Lisboa e um golo de Cândido Rodrigues, e um auto-golo de Cosme Damião para o Sporting Clube de Portugal.
Em setembro de 1908, devido às extremas dificuldades financeiras que atravessava, o Sport Lisboa aprovou a sua fusão com o Sport Clube de Benfica, sendo absorvido por este.

## Sport Clube de Benfica
Em 26 de Julho de 1906, foi fundado um outro clube em Lisboa, denominado Grupo Sport Benfica, com José Duarte como Presidente e que contou desde logo com a adesão de 15 associados, entre eles Luís Carlos de Faria Leal. 

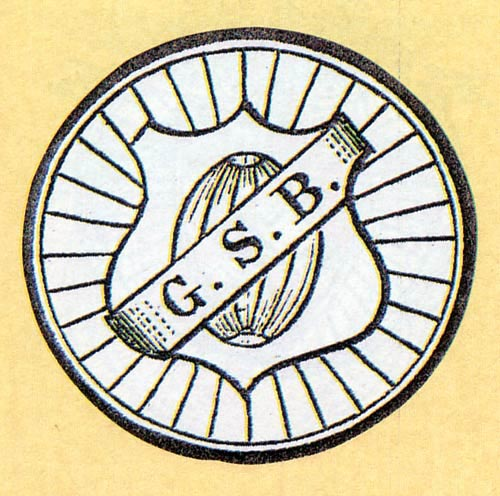
Primeiro emblema do Grupo Sport Benfica em 1906.

 Em 26 Maio de 1907 esse mesmo clube tomou oficialmente posse do terreno da Quinta da Feiteira, propriedade de César de Figueiredo, ficando deste modo o Grupo Sport de Benfica a dispor de um espaço para organizar festas e atividades desportivas, tal como para jogos de futebol. Este clube, era no entanto, especialmente virado para a prática de velocipedismo (ciclismo e daí a roda como símbolo), mas também para a prática de pedestrianismo (atletismo).
No seu primeiro aniversário que se prolongou por três fins de semana em julho de 1907, a revista de desportos "Tiro e Sport", dedicou uma página inteira às festividades que reuniram muitos atletas e espetadores de Lisboa e arredores na Quinta da Feiteira. Foram desenroladas competições de ciclismo, atletismo, salto em altura, lançamento do peso, corrida de sacos e luta de tração à corda.
Meses depois, em Março de 1908, o Grupo Sport Benfica muda o nome para Sport Clube de Benfica. João José Pires, Presidente desta instituição, será o primeiro Presidente do Sport Lisboa e Benfica em 1908.
Luís Carlos de Faria Leal desfilará em 1954 na inauguração do Estádio da Luz, como sócio nº 01, acompanhado por António Sobral Júnior e Luís Joaquim Gato, sendo que todos faziam parte da estrutura inicial do Sport Clube de Benfica.

## Sport Lisboa e Benfica

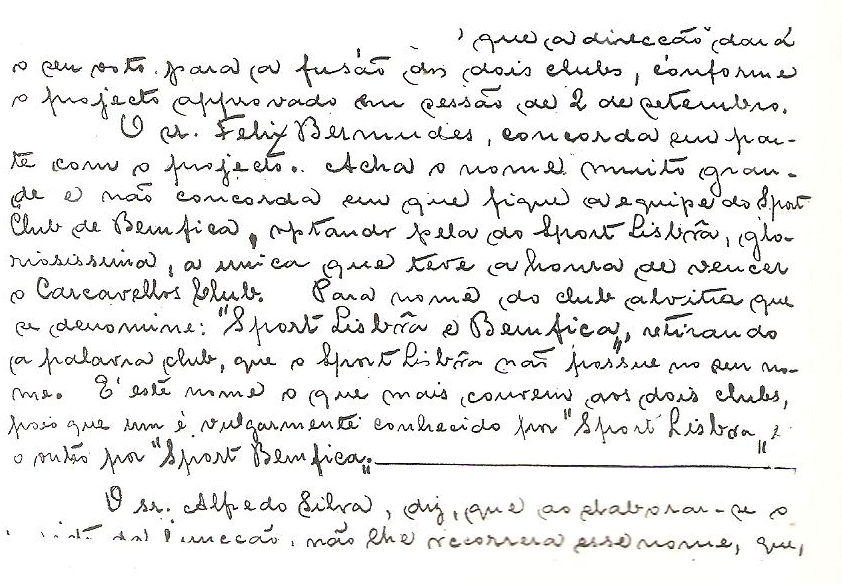
Extracto da acta de 4 de Setembro de 1908, onde Félix Bermudes alvitra o nome do clube.

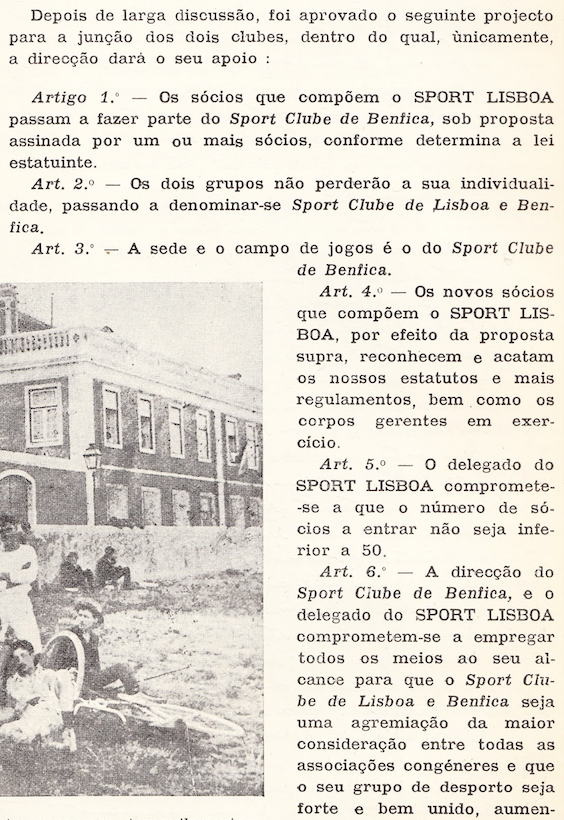
Primeiros artigos que determinaram a absorção do Sport Lisboa pelo Sport Clube de Benfica em 1908.

Devido às diversas dificuldades atravessadas pelo Sport Lisboa foi decidido unirem-se, em 4 de Setembro de 1908, ao Sport Clube Benfica.
Em assembleia geral do Sport Clube de Benfica, é decidida a fusão entre o Sport Lisboa e o Sport Clube de Benfica. Manteve-se como novo Presidente o do Sport Clube de Benfica. Destacaram-se na negociação Cosme Damião e Félix Bermudes, do Sport Lisboa, e Luís Carlos de Faria Leal, António dos Santos Sobral, Alexandre Luiz da Silva, António Alberto Marques, e António Freire Sobral, em sessão presidida por João José Pires, todos do Sport Clube de Benfica. O Sport Lisboa cedeu todos os jogadores, cores, símbolo, e o seu escudo, e com o Sport Clube Benfica estabeleceram-se nove normas, sendo que na primeira ficou determinado que os sócios do Sport Lisboa passariam a fazer parte do Sport Clube de Benfica, e na segunda ficou acordado que "os dois grupos não perderão a sua individualidade, passando a denominar-se Sport Clube de Lisboa e Benfica".
Dá-se a fusão das estruturas e por sugestão de Félix Bermudes, finalmente a nova organização passa a designar-se Sport Lisboa e Benfica. Passam a utilizar a sede que era do Sport Clube de Benfica e o seu campo da Quinta da Feiteira, onde a nova estrutura se manteve a jogar até 1911, contribuindo para a sua estabilidade e crescimento.
João Mascarenhas de Mello, sócio desde 1908, foi nomeado Presidente da Assembleia Geral e reconduzido nesse posto por quase duas décadas, granjeando alto reconhecimento interno, de tal forma que lhe é dedicada a capa do primeiro número do Boletim do Sport Lisboa e Benfica em março de 1927, realçando dever "figurar na lista dos gloriosos pioneiros que lançaram à terra a boa semente da obra que hoje desabrocha".
A imprensa da época informa sobre os festejos do quarto aniversário do Sport Lisboa e Benfica em 24 de julho de 1910 (um domingo), coincidindo essa data com o aniversário da fundação do Sport Clube Benfica em julho de 1906.

## Discórdia sobre a data e processo de fundação
Os aniversários do clube hoje são alvo de controvérsia entre os amantes do clube e alguns cronistas, que também realçam o exagerado papel que é atribuído a Cosme Damião, não existindo indícios históricos que tenha sido fundador do Sport Lisboa. Quanto às datas de comemoração, existe informação na imprensa da época dos festejos do seu quarto aniversário em 24 de julho de 1910 (um domingo), o que realça o facto de que, pelo menos na primeira década, tendo o Sport Lisboa sido absorvido no processo de fusão pelo Sport Clube Benfica, a data de aniversário coincidia com a de fundação do Sport Clube Benfica em julho de 1906.
Efetuando a leitura do acordo de 1908 verifica-se que no artigo primeiro ficou determinado que a estrutura e os sócios do Sport Lisboa seriam absorvidos pelo Sport Clube de Benfica e o presidente deste, João José Pires, manteve-se por isso à frente dos destinos do agora Sport Lisboa e Benfica, tendo mesmo que suportar dívidas que vinham do clube de Belém.
Não obstante estes factos, nenhuma discórdia sobre este assunto é levantada atualmente entre os órgãos sociais do Sport Lisboa e Benfica e a sua massa associativa.

## Primeiras décadas (de 1908 a finais dos anos 40)
Em poucos anos o Sport Lisboa e Benfica viria a realizar o seu primeiro jogo internacional, a 22 de Maio de 1911, e coincidentemente o seu último jogo nessa Quinta da Feiteira. O jogo realizou-se contra o Stade Bordelais Université Club e acabou por ser a equipa francesa a vencer por 4-2.
Nestes primeiros tempos, o Benfica salta de campo em campo: Em 1913 muda-se para Sete Rios, mas, devido à elevada renda, quatro anos depois, vê-se obrigado a mudar para o campo de Benfica, onde em 1919 efetua, pela primeira vez em toda a Península Ibérica, jogos noturnos.
Em 1915, na edição inaugural da  Taça de Honra, sofre uma derrota por 3 - 1 contra o Sporting Clube de Portugal, conquistando esta Taça pela primeira vez em 1920.
Félix Bermudes, eleito em 15 de Julho de 1916 como Presidente do Sport Lisboa e Benfica, ultimou a incorporação do Desportos de Benfica a 17 de Setembro 1916, que tinha sido criada algum tempo antes como a primeira sucursal do clube encarnado. Foram elaborados novos estatutos, que só viriam a ser impressos em 1918. Ficou o Clube, até 1981, com uma magnífica sede em Benfica, um novo campo para futebol, rinque de patinagem, campos de ténis e carreira de tiro. Após a assimilação, Nuno Freire Themudo foi eleito presidente.
Em 1925, compra uns terrenos nas Amoreiras e fica pela primeira vez proprietário de um estádio, com capacidade para 15 000 espectadores. É neste estádio que o Benfica conquista os primeiros títulos nacionais. Entretanto, já o Benfica tinha criado as secções de hóquei em patins, hóquei em campo, râguebi, basquetebol, andebol, bilhar e voleibol.
A 5 de Março de 1932 o clube foi agraciado Comendador da Ordem Militar de Cristo.
Os primeiros campeonatos nacionais de futebol arrancam em 1934 e, após perder a primeira edição, o Benfica vence as três seguintes entre 1936 e 1938, já após de vencer dez Campeonatos de Lisboa. Em 1940 o Benfica vence a sua primeira Taça de Portugal.
A 11 de Janeiro de 1936 foi feito Oficial da Ordem de Benemerência.
No início dos anos 40, o Benfica volta a mudar-se, desta vez para Campo Grande. É neste campo que o Benfica luta contra o domínio do Sporting.
No ciclismo, é de destacar a importância de José Maria Nicolau, vencedor de duas edições da Volta a Portugal, em 1931 e 1934, cuja ação espalhou a camisola encarnada e admiração pelo clube por todo o país, numa altura em que a televisão não existia, eram poucos os jornais, e uma parte importante da população era analfabeta e não tinha acesso aos meios de comunicação. A José Maria Nicolau é atribuído o verdadeiro início da rivalidade entre o Sporting Clube de Portugal e o Sport Lisboa e Benfica, apesar de ser bom amigo do atleta sportinguista Alfredo Trindade quando não estavam em competição, o que granjeava adeptos ao desporto.
Na década de 1940, o Benfica é campeão por três vezes, em 1942, 1943 e 1945, e conquista a Taça de Portugal em quatro ocasiões: 1940, 1943, 1944 e 1948. Nesta década, cria as secções de xadrez e damas, cicloturismo, tiro com arco, pesca desportiva e campismo.

## A década de 1950
Em 1950 o Benfica atinge o seu primeiro grande feito internacional com a conquista da Taça Latina. Após ultrapassar a Lazio de Roma nas meias-finais, o Benfica defronta o Bordéus na final que, depois de um empate a três, foi repetida uma semana depois, acabando aí por ser o Benfica a ganhar por 2–1, com o golo decisivo a ser marcado, após dois prolongamentos, ao minuto 146.

O clube encarnado foi o único clube português a ter vencido esta prestigiada competição, considerada predecessora da Taça dos Campeões Europeus, como consta na lista de honras da FIFA.
Em 1954 chega um momento vital na história do clube: com a larga contribuição de muitos associados e simpatizantes, o Benfica inaugura o Estádio da Luz, de início com capacidade para 30 000 espectadores, onde jogaria até 2003.
Com campo próprio e com a chegada de Otto Glória, que introduz o profissionalismo em toda a estrutura encarnada e adopta treinos inovadores em Portugal, o Benfica começa a fazer frente ao domínio sportinguista. Em 1954/55 o Benfica conquista o campeonato, após quatro anos com o Sporting a terminar campeão.
Na década de 50, o Benfica vence três campeonatos nacionais (1954/55, 1956/57 e 1959/60) e seis Taças de Portugal (1951, 1952, 1953, 1955, 1957 e 1959). Nos primeiros anos da década, consegue quatro vitórias consecutivas na taça.
Durante esta década, em 1957, faz a terceira dobradinha da sua História, vence por 4–0 o Barcelona e participa pela primeira vez na Taça dos Campeões Europeus. Nas modalidades, o clube cria as secções de boxe, badminton, patinagem artística e caça submarina, expandindo assim o seu eclectismo.

## A década de 1960
Em 1960 foi acrescentado um terceiro anel (embora incompleto) ao Estádio da Luz, aumentando a capacidade para 70 000 espectadores, ao mesmo tempo que chegava para treinador, vindo do rival FC Porto, um húngaro que teria um impacto imediato: Béla Guttmann.
O Benfica sagra-se campeão nacional em 1959/60 e 1960/61, mas, mais do que isso, atinge pela primeira vez na sua História a final da Taça dos Campeões Europeus (TCE), em 1961, onde defronta o Barcelona.
Num jogo bastante emotivo, os encarnados vencem por 3–2 e conquistam a sua primeira taça europeia. O melhor marcador da campanha europeia foi o capitão José Águas, com onze golos.

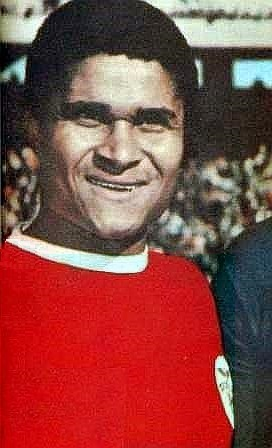
Eusébio em 1968.

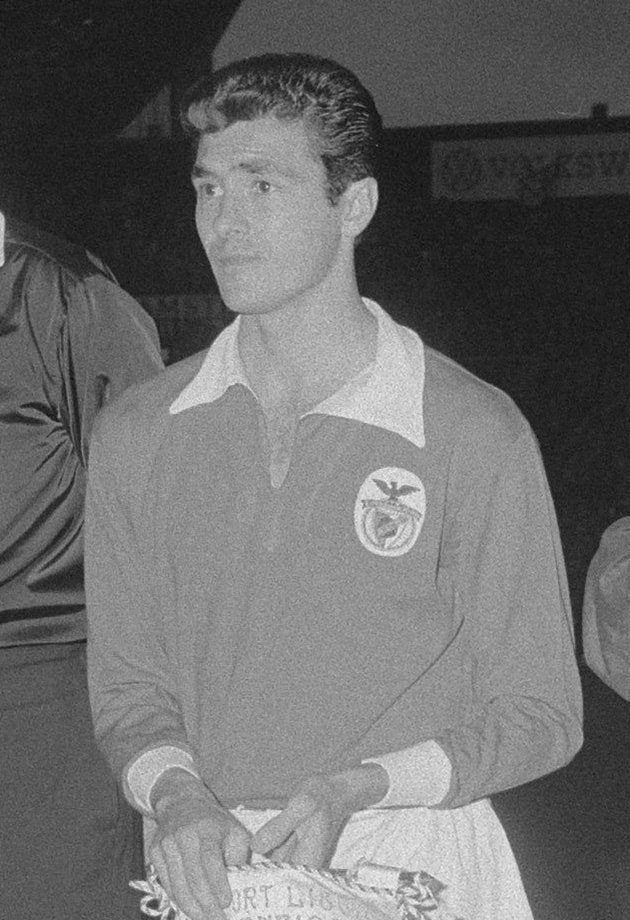
José Águas após a conquista da 1ª Taça dos Clubes Campeões Europeus pelo Benfica.

Porém, no ano seguinte, o Benfica não vai além do terceiro lugar no Campeonato, mas concentrava-se em nova aventura europeia, tendo ainda, pelo meio vencido a Taça de Portugal, atingindo, de novo, a final da Taça dos Campeões Europeus.
Já com Eusébio na equipa, o Benfica recupera de dois golos de desvantagem no marcador para vencer por uns sensacionais 5–3 o Real Madrid, com dois golos do Pantera Negra. O Benfica sagrava-se bicampeão da Europa. O melhor marcador português da campanha europeia voltou a ser o capitão José Águas, com seis golos.
Contudo, no final desta partida, Béla Guttmann resolve sair do Benfica e lançar a famosa maldição: "Nos próximos 100 anos, o Benfica não voltará a ser campeão europeu".
O que é certo é que desde então nunca mais o Benfica venceu uma final europeia, apesar de ter marcado presença em várias.
Já com Fernando Riera como treinador, recupera o título de campeão em 1962/63, ao mesmo tempo que atinge novamente a final da Taça dos Campeões Europeus.
Mas desta vez sai derrotado, por 1–2 frente ao AC Milan, tendo uma lesão de Mário Coluna, a meio do jogo, sido fulcral para o desfecho.
Na época seguinte, o Benfica faz o pleno doméstico, com Campeonato e Taça de Portugal (vitória de 6–2 na final frente ao FC Porto) e em 1964/65 chega ao tricampeonato.
Pela quarta vez em cinco anos o Benfica apresenta-se em nova final da TCE, tendo, no percurso para a final, alcançado uma memorável vitória sobre o Real Madrid por 5–1, mas, mais uma vez, sai derrotado.
Defrontando o Inter de Milão em San Siro, o Benfica perde por 1–0, ficando famoso o "frango" de Costa Pereira e a lesão do mesmo, minutos depois, obrigando o Benfica a jogar grande parte da partida com dez elementos e Germano na baliza, pois na altura ainda não existiam substituições.

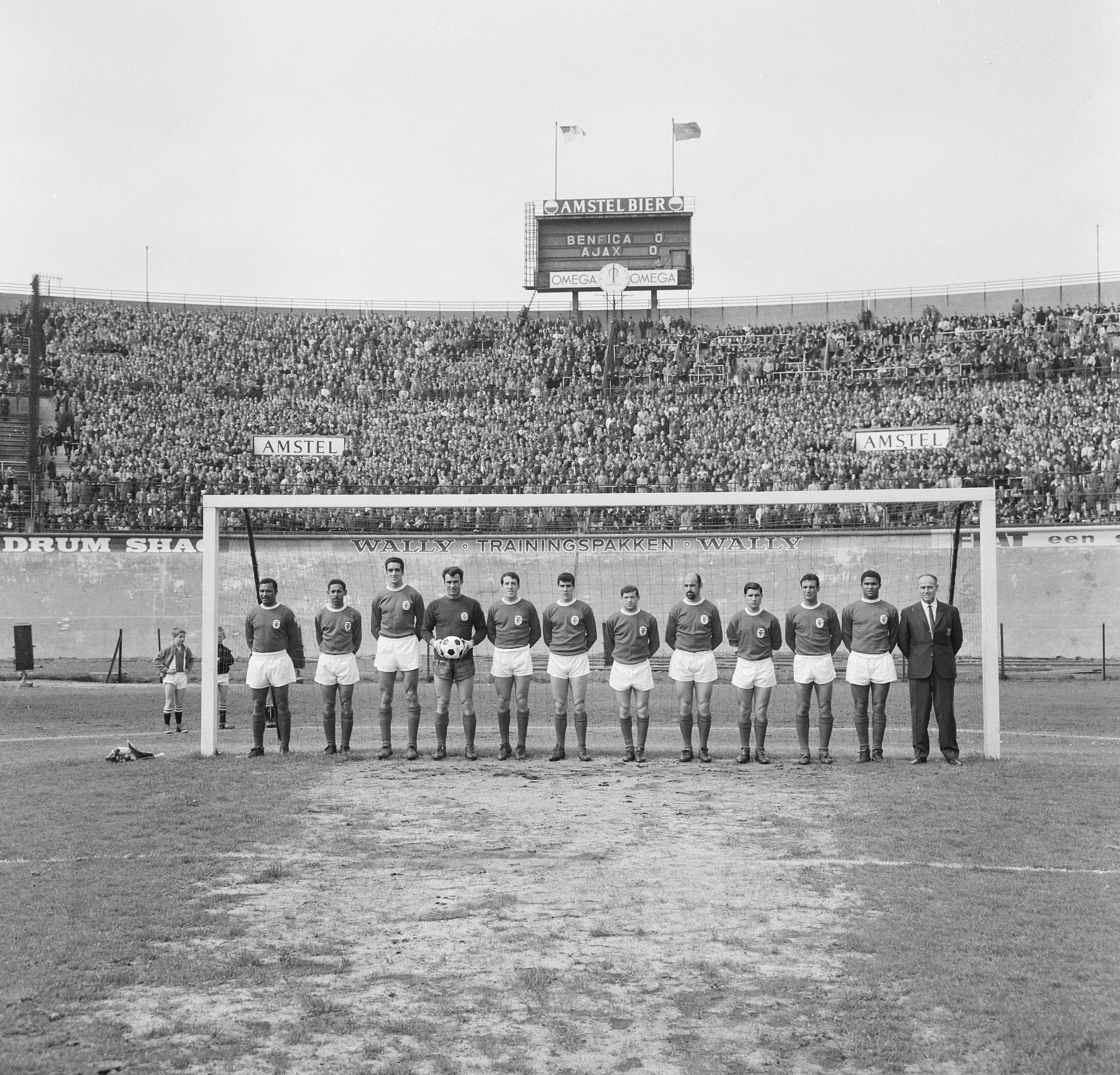
Equipa do Benfica em 1965

1965/66 revela-se a única temporada da década de 1960 sem títulos para o futebol do Benfica. Porém, na época seguinte, o título de campeão nacional regressa à Luz.
Em 1967/68 chega o bicampeonato e a quinta presença na final da Taça dos Campeões Europeus em oito anos. Encontrando o Manchester United em Wembley, o jogo termina empatado a uma bola, mas, no prolongamento, os ingleses marcam três golos e vencem por 4–1.
Eusébio teve uma oportunidade de ouro no minuto 90 para vencer a Taça para o Benfica, mas não conseguiu transpor o guarda-redes do Manchester United.
Em 1968/69 o Benfica faz mais uma dobradinha. A final da Taça de Portugal é vencida frente à Académica de Coimbra, num encontro marcado por grande importância política, devido à oposição dos estudantes ao regime ditatorial.
Nas modalidades, o hóquei em patins e o basquetebol destacam-se ambos com seis campeonatos conquistados. Nesta década o Benfica vence por três vezes a Volta a Portugal.

## A década de 1970
Após mais uma Taça de Portugal em 1969/70 vencida na final sobre o Sporting por 3–1, em 1970 chega o inglês, Jimmy Hagan, que impulsionaria o clube para três anos dourados. Em 1970/71 o Benfica recupera de uma grande desvantagem no campeonato, para o vencer, ao passo que na época seguinte junta ao Campeonato a Taça de Portugal.
A final revelou-se uma das mais emotivas de sempre, com o Benfica a vencer o eterno rival Sporting por 3–2, no prolongamento, com um hat-trick de Eusébio.
Também na Europa o Benfica se destaca, com especial atenção para uma vitória de 5–1 sobre o Feyenoord, mas a caminhada europeia terminaria nas meias-finais da TCE, aos pés do Ajax de Johan Cruyff.
Em 1972/73 o Benfica torna-se no mais perfeito campeão da história do futebol português. 28 vitórias, dois empates, zero derrotas, 101 golos marcados, apenas 13 sofridos, o primeiro campeonato invicto da história do futebol português.
Este resultado só veio a ser igualado anos mais tarde, em 2010/2011, pelo rival FC Porto, ainda que este tenha cedido mais um empate.
Contudo, Jimmy Hagan abandona o Benfica no início da época seguinte e em 1973/74 o Benfica nada vence. Dá-se entretanto a Revolução dos Cravos, o que traz implicações para o clube encarnado: perde as colónias como campo de recrutamento, numa altura em que o Benfica apenas utilizava jogadores portugueses.
As dificuldades económicas que atingem o país também afectam o Benfica que é pela primeira vez obrigado a vender os seus melhores jogadores para o estrangeiro.
De qualquer maneira, o Benfica atinge o quarto tricampeonato consecutivo entre 1975 e 1977, atingindo a impressionante soma de 14 campeonatos em 18 anos.
Contudo, entre 1978 e 1980 o Benfica fica três anos sem vencer o campeonato. Em 1977/78, apesar de fazer novo percurso invicto, perde o título para o FC Porto por diferença de golos; em 1978/79 fica a um ponto da liderança e em 1979/80 termina na terceira posição (embora regresse aos títulos com a vitória na final da Taça de Portugal sobre o FCPorto por 1-0).
A 7 de Abril de 1979 foi feito Membro-Honorário da Ordem do Infante D. Henrique.
Tal sequência de maus resultados terá contribuído para a decisão dos sócios na assembleia geral de 1 de Julho de 1979, de permitir que o Benfica passasse a poder contratar jogadores estrangeiros. O primeiro foi o brasileiro Jorge Gomes.
Entretanto, nas modalidades, são inauguradas as Piscinas e o Pavilhão Borges Coutinho e no voleibol feminino fica famosa a equipa conhecida como "As Marias", que vence nove campeonatos consecutivos entre 1966 e 1975.
A 29 de Agosto de 1979 num jogo de início de campeonato, em que o Benfica recebia o Vitória de Setúbal, no minuto 72, o técnico Mário Wilson mexe na equipa, tira Fernando Chalana e faz entrar o carioca Jorge Gomes da Silva Filho, o primeiro jogador estrangeiro a alinhar pelo Benfica. Poucos dias depois, em Vila do Conde, Jorge Gomes tornava-se no primeiro estrangeiro a marcar pelo Benfica no triunfo por 3-0 sobre o Rio Ave.

## A década de 1980

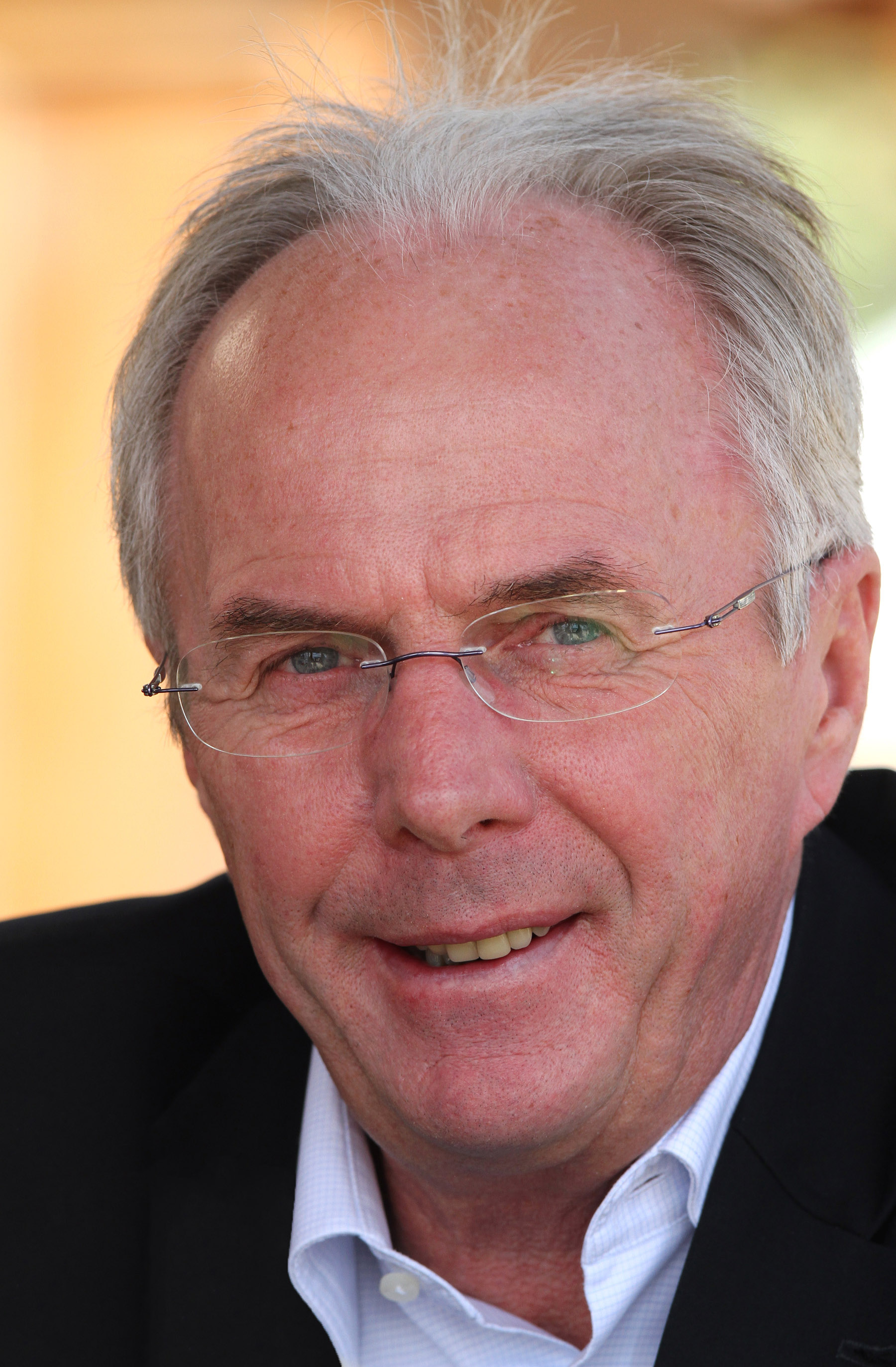
Eriksson conseguiu para o Benfica, 3 Campeonatos de Portugal (1983, 1984, 1991), 1 Taça de Portugal (1983), 1 Supertaça (1989) e a presença na final da Liga dos Campeões da UEFA (1990), na qual saiu derrotado.

O Benfica abriu a década de 1980 com novo pleno nacional: Campeonato, Taça de Portugal (3–1 ao FC Porto na final) e a Supertaça Cândido de Oliveira, pela primeira vez na história do clube.
Contudo, a época seguinte foi negativa. O Benfica nada venceu e era chegada a altura de escolher novo treinador. Da Suécia chegou um jovem treinador chamado Sven Göran Eriksson que iria revolucionar o futebol benfiquista e por extensão o futebol português.
Com métodos novos e modernos para a época, e apoiado por um conjunto de grandes jogadores, o Benfica faz nova temporada de ouro. Conquista o Campeonato, a Taça de Portugal (1–0 ao FC Porto, em jogo disputado no Estádio das Antas) e chega à final da Taça UEFA. Contudo, infelizmente não foi possível juntar a Taça UEFA a estas duas conquistas, pois o SL Benfica perdeu em Bruxelas frente ao Anderlecht por 1–0 e na 2 mão já em Lisboa acabaria por empatar 1–1.
Na época seguinte, após conseguir o bicampeonato, Eriksson parte para a AS Roma. O pós-Eriksson revela-se, contudo, difícil e o Benfica falha os títulos de 1984/85 e 1985/86. Porém, não falha nos outros troféus, já que conquista neste período as duas edições da Taça de Portugal em disputa (3–1 ao FC Porto e 2–0 ao Belenenses nas finais) a que junta uma Supertaça Cândido de Oliveira.
Entretanto, durante o mandato de Fernando Martins, o terceiro anel do Estádio da Luz é fechado, aumentando a capacidade para uns impressionantes 120 000 lugares.
Em 1986/87, o Benfica sofre a maior goleada de sempre aos pés do Sporting (1–7), mas "vinga-se" meses depois com vitórias sobre o eterno rival na final da Taça de Portugal (2–1) e no campeonato no jogo que lhe dá o título, conquistando assim a dobradinha pela nona vez na sua História. O Benfica vencia a prova rainha pela terceira vez consecutiva e a sexta em oito anos.
Em 1987/88, o Benfica falha o bicampeonato, mas volta a brilhar na Europa, atingindo 20 anos depois da final de Wembley de 1968, a final da Taça dos Campeões Europeus.
Num jogo muito renhido, o Benfica acaba por perder a final nas grandes penalidades para o PSV.
No ano seguinte o Benfica recupera o título de campeão e, em 1989/90, já com Eriksson de volta, para além de vencer uma Supertaça, o Benfica atinge novamente a final da TCE.
Só que, mais uma vez, volta a perder, desta vez para o AC Milan por 1–0. Nas modalidades, arranca, nos finais da década a hegemonia do basquetebol que duraria até meio da década de 1990.

## A década de 1990
O Benfica arranca a nova década com um campeonato quase perfeito (32 vitórias, cinco empates e apenas uma derrota), em que o título foi assegurado com uma vitória no Estádio das Antas, por 2–0, com ambos os golos a serem marcados já perto do fim, por César Brito.
Contudo, 1991/92 revela-se uma época sem títulos, com apenas um ponto alto (uma vitória sobre o campeão inglês Arsenal, em Highbury, por 3–1, para uma eliminatória da TCE) e Eriksson abandona novamente o clube.
Na temporada seguinte, apesar de ter uma equipa cheia de talento, falha novamente o título. Vinga-se na Taça de Portugal, derrotando na final o Boavista por 5–2.[carece de fontes?] Em 1993/94, chega ao 30.º Campeonato da sua História, com o título a ser praticamente assegurado com uma esmagadora vitória por 6–3 ao Sporting no Estádio José Alvalade.
Contudo, este ano marca um ponto de viragem, já que as dificuldades económicas levam o Benfica a entrar numa crise financeira e desportiva profunda, que duraria até ao início do século XXI.
Em 1994/95, o Benfica não vai além da terceira posição no campeonato e em 1995/96 fica-se pelo segundo lugar. Contudo, esta época acaba num bom plano, já que o Benfica vence mais uma Taça de Portugal, desta vez derrotando o Sporting por 3–1 na final.[carece de fontes?]
Na época seguinte, nova má classificação no campeonato (terceiro lugar) e nova presença no Jamor, mas desta vez para perder a Taça para o Boavista por 2–3.
A crise vai-se aprofundando e o Benfica continua longe do título. Segundo lugar em 1997/98 e terceiro lugar em 1998/99 e  em 1999/00. Nesta época, o Benfica sofre a maior derrota europeia da sua História, sofrendo sete golos aos pés do Celta de Vigo.[carece de fontes?]
Durante estes anos as dívidas do clube foram-se acumulando, e quase todos os anos se via a contratação de um novo treinador e a contratação de jogadores de alto preço, mas de baixo desempenho.
Nas modalidades, destaca-se o basquetebol, o hóquei em patins e o ciclismo. O basquetebol vive um período dourado entre 1985 e 1995 em que conquista dez campeonatos em onze possíveis (Sete deles de forma consecutiva). O hóquei em patins, ganha cinco Campeonatos e uma Taça CERS. O ciclismo, vence a Volta a Portugal de 1999, por equipas e individual com o ciclista David Plaza.

## Os anos de reconstrução

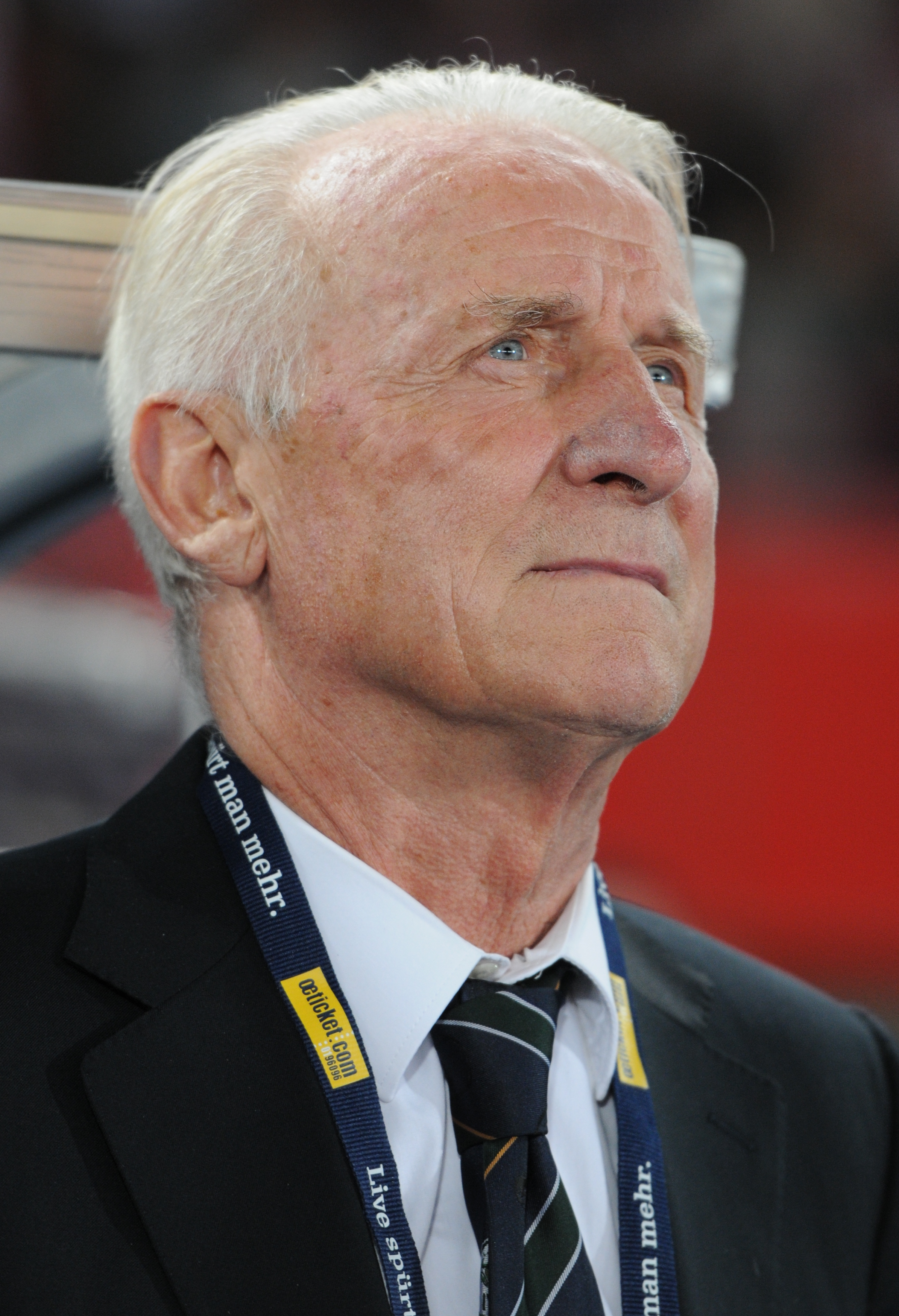
Trapattoni quebra o "jejum" de 11 anos do Benfica, dando-lhe o Campeonato Português 2004/05.

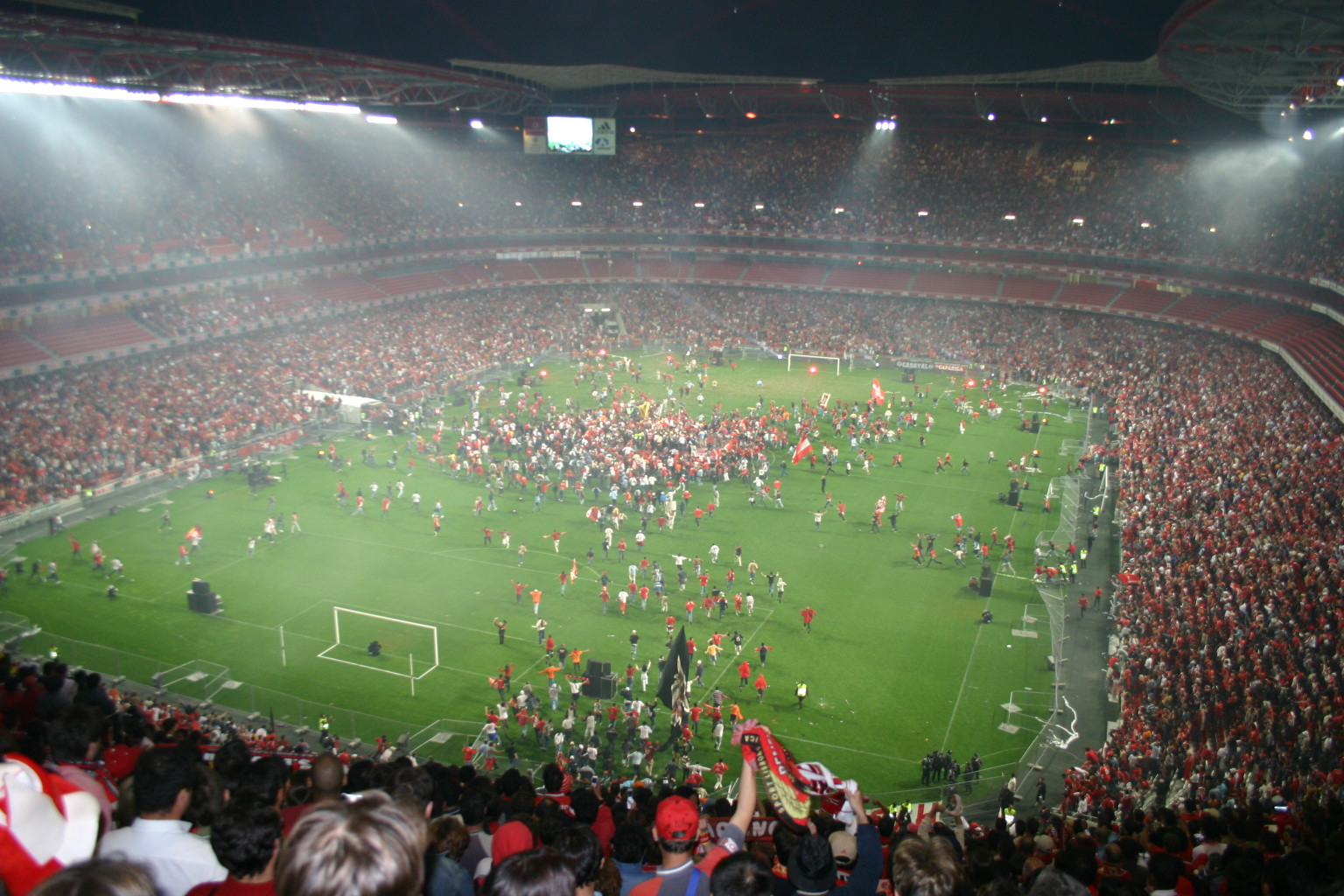
Adeptos benfiquistas celebram o título conquistado, 11 anos depois, no novo Estádio da Luz.

O novo milénio não começou bem para o Benfica, 2000/01 é a pior época da História do clube, já que o Benfica termina o campeonato num inacreditável e humilhante sexto lugar, tendo no campeonato seguinte não feito muito melhor, ficando-se pela quarta posição.
Em 2002/03 o Benfica recupera sob a presidência de Manuel Vilarinho e sobe para a segunda posição. Em 2003/04, com um novo presidente, (Luis Filipe Vieira), e com o treinador José Antonio Camacho, a época do centenário do clube marca o seu regresso às conquistas: conquista o primeiro título em oito anos, a Taça de Portugal, que é conquistada com uma vitória por 2–1, no prolongamento, sobre o FC Porto de José Mourinho.

No dia 25 de janeiro de 2004, Miklós Fehér morre durante o jogo, devido a um ataque cardíaco.

Esta época fica, também, marcada pela inauguração do novo Estádio da Luz, com capacidade para 65 000 pessoas e pelo triste falecimento de Miklós Fehér, enquanto envergava a camisola do clube numa partida em que o Benfica defrontava o Vitória de Guimarães para a Liga Portuguesa, a 25 de Janeiro de 2004.
Em 2004/05, orientado pelo conceituado e experiente técnico italiano Giovanni Trapattoni, ganha o primeiro campeonato nacional em onze anos, servindo o título de campeão para acabar com esses anos de "jejum". Num título disputado até à última jornada, uma vitória sobre o Sporting por 1–0 com golo de Luisão na penúltima jornada garante praticamente o 31.º Campeonato.
Em 2005/06 conquista a Supertaça Cândido de Oliveira pela quarta vez na sua história.
Na Liga dos Campeões de 2005/06, o Benfica chega aos oitavos-de-final, derrotando o Manchester United por 2–1 no encontro decisivo da fase de grupos.
Nos Oitavos-de-final da competição superou os campeões europeus em título, o Liverpool com um resultado agregado de 3–0.
A caminhada europeia do Benfica acaba nos quartos-de-final quando o Benfica perde com a equipa que viria a vencer a competição, o Barcelona por um resultado agregado de 2–0, tendo os dois golos sido marcados durante a segunda mão, em Camp Nou. Em 2006/07, Benfica e Manchester United encontram-se novamente num jogo decisivo da fase de grupos da Liga dos Campeões, no qual o vencedor iria avançar à fase seguinte. No entanto, desta vez foi o Manchester United que prevaleceu, com uma vitória por 3–1.
A 20 de Agosto de 2007, José Antonio Camacho regressa ao Benfica com um contrato de dois anos, após a demissão de Fernando Santos, depois de este apenas ter realizado uma partida no campeonato, um empate com o recém-promovido Leixões. Na Liga dos Campeões ficou-se pela fase de grupos, sendo rebaixado para a Taça UEFA e sendo eliminado nos oitavos-de-final pelo Getafe.

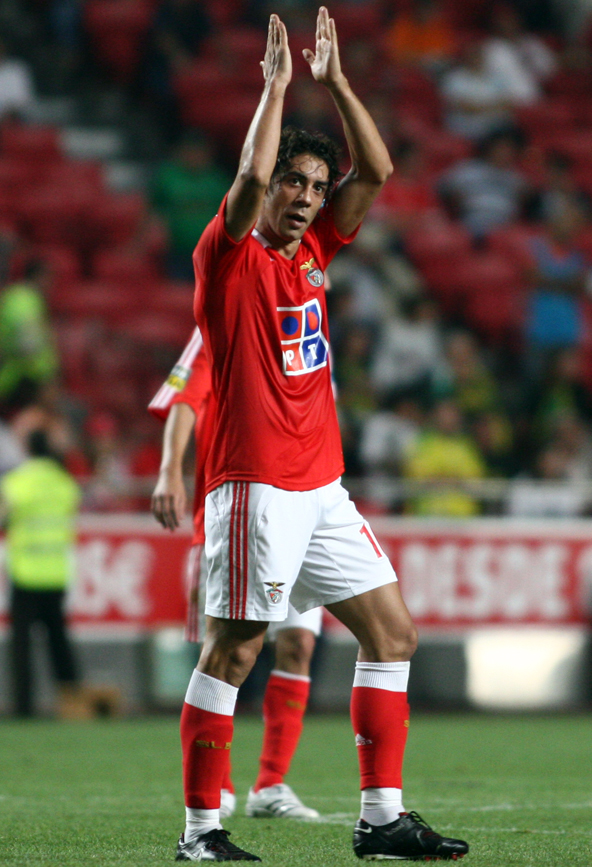
Rui Costa o "Maestro" num jogo em 2007 no Benfica.

Camacho viria a demitir-se alguns meses depois, em Março, deixando o Benfica 14 pontos atrás do líder FC Porto no campeonato, acabando o Benfica por não conseguir ficar nos três primeiros lugares e, consequentemente, ficando fora da Liga dos Campeões da época seguinte.
A 22 de Maio de 2008, o Benfica anuncia o ex-treinador do Valência, Quique Flores como o novo treinador do clube para a nova temporada. Contudo, Quique Flores não viria a ter sucesso no Benfica, tendo apenas conquistado a primeira Taça da Liga do clube, ficando-se pelo terceiro lugar no campeonato, pela 5.ª Eliminatória na Taça de Portugal, caindo aos pés do Leixões nas grandes penalidades (5–4), e pela fase de grupos na Taça UEFA.
Durante a passagem de Quique Flores no Benfica, o clube lançou a Benfica TV, o canal de televisão do clube, durante um jogo da Taça UEFA com o Nápoles.
Nas modalidades, destacou-se primeiro o hóquei em patins, com várias conquistas e grandes exibições, mas também o voleibol, o basquetebol e o andebol. Neste milénio, em 2001, foi criada a secção de futsal, tendo começado na Segunda Liga, subindo à Primeira Liga logo no primeiro ano de existência, tendo, no segundo ano, na principal Liga Portuguesa, conquistado o Campeonato Nacional. Desde então já ganharam mais quatro Campeonatos e várias Taças e Supertaças.
No voleibol, após vários anos sem conquistar qualquer título, em 2004/05 conquistou o Campeonato Nacional e a Taça de Portugal, enquanto que no andebol, em 2007/08, após 18 anos de "jejum", chega à conquista do Campeonato e, em 2008/09, à da Taça da Liga. No basquetebol surge o título de Campeão Nacional na época 2008/09, troféu que fugia há mais de uma década.

## O Benfica de Jorge Jesus

### Época 2009–2010

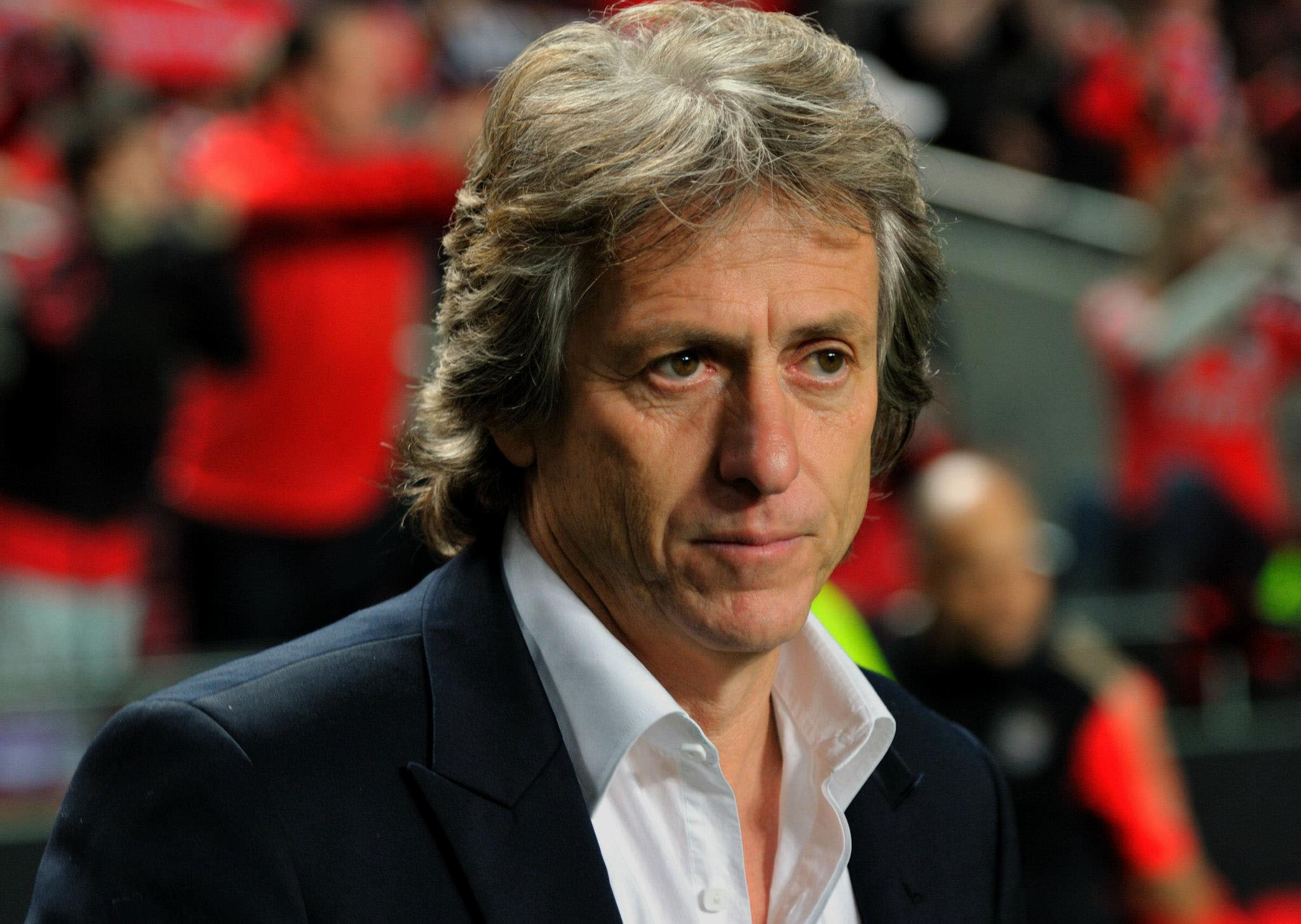
Jorge Jesus, treinador do Benfica entre 2009 e 2015, conquistou 3 campeonatos nacionais (2009/10, 2013/14 e 2014/15) uma Taça de Portugal (2013/2014) e quatro Taças da Liga (2009/10, 2010/11, 2011/12 e 2013/14).

Quando chegou a época 2009/10 houve mudanças notórias no clube com a substituição de Quique Flores por Jorge Jesus que então treinava o Braga. Com a chegada do ex-treinador do Sporting de Braga, chegam também jogadores como Saviola e Javi García, comprados ao Real Madrid, Ramires, comprado ao Cruzeiro e Fábio Coentrão que se manteve no plantel, não sendo emprestado como em épocas anteriores.
A essas contratações, juntou-se a venda e dispensa de inúmeros jogadores medianos, tais como Yebda, Balboa, Binya e Katsouranis.
Com uma série de bons resultados no início de 2009/10, com um forte futebol de ataque, e goleadas na Liga (A maior é na terceira jornada ao Vitória de Setúbal por 8–1, um resultado que há muito não se via em Portugal), Jorge Jesus e os seus jogadores trouxeram um sentimento de euforia aos adeptos benfiquistas, que não se via desde que o clube venceu o título em 2004/05.
Este sentimento de emoção e paixão renovada entre os benfiquistas resultou em grande esperança nas competições nacionais (Campeonato, Taça de Portugal, e Taça da Liga), bem como na Europa na Liga Europa.
Com o progresso do campeonato português a excitação entre os benfiquistas e intriga dos adeptos rivais levou a altas assistências, tanto no Estádio da Luz e como nos estádios das equipas adversárias por todo o país.

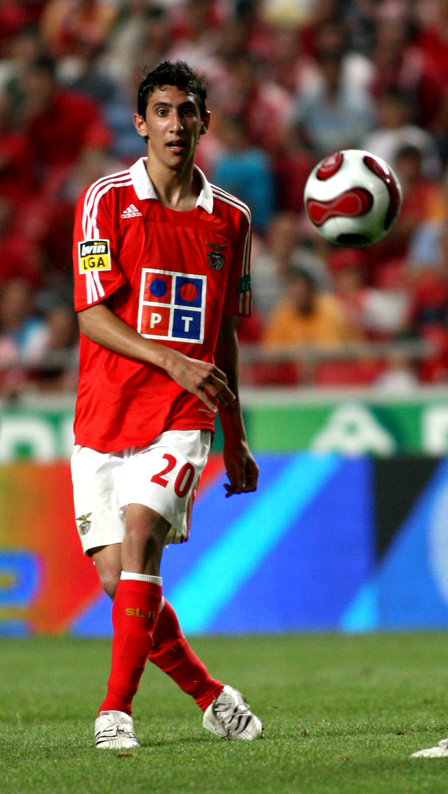
Di Maria no Benfica. Em 2009/10, foi uma das estrelas do clube, transferido na época seguinte para o Real Madrid.

A 21 de Março de 2010, chega a primeira prova sólida do trabalho de Jorge Jesus no Benfica com a conquista do primeiro troféu, uma vitória por 3–0 na final da Taça da Liga contra o arqui-rival FC Porto num jogo completamente dominado pelo Benfica, que conseguiu conceder a seus rivais a segunda derrota na temporada.
Na Liga Europa, o clube derrota o Hertha de Berlim nos dezasseis-avos-de-final e passa aos oitavos-de-final.
Segue para os quartos-de-final depois de uma vitória ao Marselha por 2–1 no Stade Vélodrome, recuperando de uma resultado pouco favorável em casa (1–1).
A 1 e 8 de Abril, o Benfica jogou com o Liverpool nos quartos-de-final da Liga Europa. Em Lisboa, no Estádio da Luz, o Benfica derrotou o clube inglês por 2–1.
No entanto, apesar do resultado positivo na primeira mão da disputa, o Benfica foi derrotado por 4–1 em Anfield Road e acaba o seu sonho europeu.
Após um final de época de muito suspense, a 9 de Maio de 2010, vence a partida final do campeonato contra o Rio Ave e torna-se campeão nacional, algo que não acontecia desde 2004/05. Óscar Cardozo marcou dois golos no jogo, o que fez dele o melhor marcador da temporada com 26 golos.
No final da temporada, o Benfica terminou cinco pontos à frente  do vice-campeão, o Sporting de Braga (que fez o melhor campeonato da sua História) com 76 pontos em 90 possíveis.
Durante o Campeonato Português 2009/2010, o Benfica teve um registo de 24 vitórias, quatro empates e duas derrotas, com 78 golos marcados e apenas 20 sofridos. Sendo o campeão português de 2009–10, o Benfica garantiu a entrada directa na fase de grupos da Liga dos Campeões 2010/11.

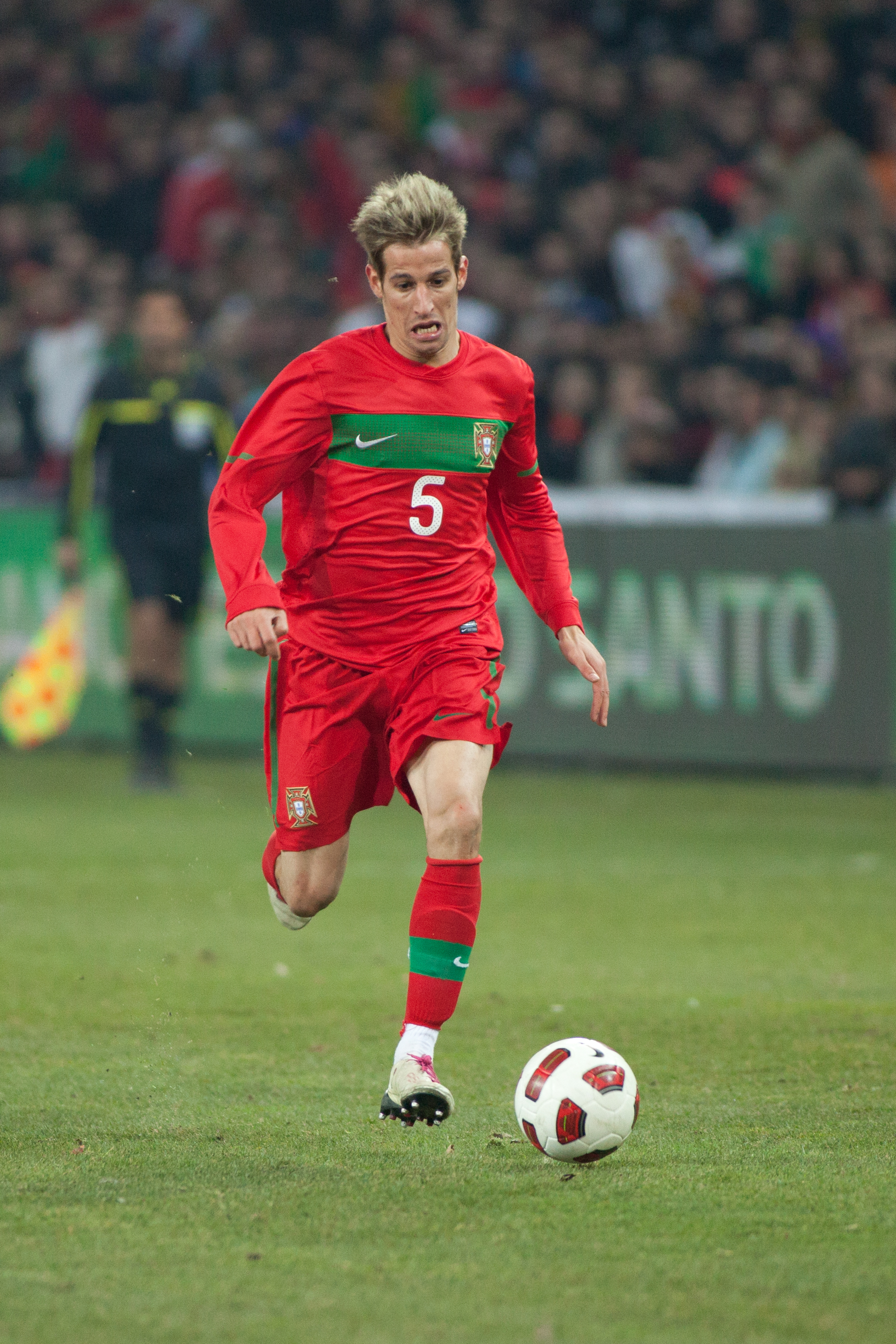
Fábio Coentrão pela Seleção Portuguesa. Depois de duas épocas de destaque no Benfica foi contratado pelo Real Madrid numa transferência milionária.

### Época 2010–2011
No início da temporada 2010/11, o Benfica falha um objectivo da temporada, quando a 7 de Agosto de 2010, perde a Supertaça Cândido de Oliveira para o rival FC Porto.[carece de fontes?] Durante esta época, a 24 de Fevereiro de 2011, vence pela primeira vez na Alemanha ao vencer por 2–0, o Estugarda na Liga Europa de 2010/11 e supera o recorde de vitórias consecutivas que tinha sido atingido em 1972/73, pelo Benfica de Jimmy Hagan com dezesseis vitórias consecutivas.
A 14 de Abril de 2011, o Benfica chega à sua primeira meia-final europeia em 18 anos, após ultrapassar o Estugarda, o Paris Saint-Germain e PSV Eindhoven onde enfrentou o Sporting de Braga a 28 de Abril e a 5 de Maio de 2011, depois de ser eliminado da Liga dos Campeões, terminando em terceiro lugar no seu grupo, qualificando-se assim para a Liga Europa.
No entanto, após vencer em casa por 2–1, o Benfica perdeu em casa dos "minhotos" por 1–0[carece de fontes?] e falha a final europeia.
O segundo ano de Jorge Jesus no clube foi considerado um fracasso, tendo o clube o pior início de campeonato de todos os tempos, perdendo três dos seus quatro primeiros jogos dando ao Porto uma vantagem considerável, mas apesar de estar praticamente afastado do título, o Benfica nunca deixou de acreditar que poderia revalidar o estatuto de campeão.
Assim sendo, após ser goleado no Porto, o Benfica pareceu "despertar", regressando às vitórias e alcançando uma impressionante série de vitórias consecutivas, algumas com reviravoltas nos últimos minutos do jogo.
No entanto, para a Taça de Portugal, chegou mais longe do que na época transata, conseguindo alcançar as meias-finais defrontando o FC Porto. Depois de uma vitória dos encarnados por 2-0 no Dragão na 1ª mão, os azuis e brancos foram à Luz vencer por 3-1 (3-3 no conjunto das duas mãos) e o Porto chega à final do Jamor devido aos golos marcados no terreno do rival.
O Benfica ficou em segundo lugar, atrás do FC Porto, com uma marca histórica de 21 pontos atrás do líder. O único sucesso da equipa foi a Taça da Liga, onde venceu o Sporting por 2–1 na meia-final, apurando-se para a final, que foi disputada no Estádio Cidade de Coimbra.
Na final defrontou o Paços de Ferreira, vencendo por 2–1 com golos de Franco Jara e Javi García.

### Época 2011–2012
Com o objectivo de recuperar o título de campeão perdido no ano anterior, o Benfica apostou numa "revolução" no plantel, vendendo e emprestando alguns jogadores que não eram escolha frequente e contratando nomes como Artur Moraes, Bruno César, Garay, Nolito e Witsel.
Com os novos jogadores, o Benfica tinha em mente realizar o melhor início de campeonato possível, conseguindo ficar com os mesmos pontos que o primeiro classificado durante bastantes jornadas. Esta situação verificou-se até à 14ª jornada, quando o Benfica, aproveitando o empate do FC Porto com o Sporting, venceu a União de Leiria e assumiu a liderança.
Mesmo conseguindo uma vantagem de cinco pontos sobre o segundo classificado, o Sport Lisboa e Benfica não conseguiu manter a liderança até ao final do campeonato. Ao perder cinco pontos em duas jornadas, o Benfica desperdiçou a hipótese de recuperar o título. Ficou-se pelo 2º lugar, conseguindo a terceira qualificação consecutiva para a Liga dos Campeões.
Na Liga dos Campeões, após passar duas eliminatórias, qualificou-se para a fase de grupos, onde foi primeiro classificado do Grupo C, superando equipas como o Manchester United, o Basileia e o Oţelul Galaţi. Nos oitavos-de-final, após ser derrotado por 3-2 na Rússia, venceu o Zenit por 2-0 na segunda mão e qualificou-se para a fase seguinte, algo que não acontecia desde 2005/06. Nos quartos-de-final foi eliminado pela equipa que viria a tornar-se campeã da Europa, o Chelsea, numa eliminatória onde as arbitragens foram muito contestadas pelos "encarnados".
Na Taça de Portugal, ficou pelos oitavos-de-final, sendo eliminado pelo Marítimo ao perder por 2-1 no Estádio dos Barreiros e na Taça da Liga sagrou-se tetra-campeão, reforçando o seu estatuto como clube com mais edições desta competição conquistadas até à data.

### Época 2012–2013
Esta época fica marcada pelo regresso às finais europeias e pelo falhanço na conquista dos principais troféus.
Nas competições nacionais, o Benfica perdeu o campeonato nos últimos jogos, depois de o ter comandado durante a maior parte das jornadas. A vitória na última jornada (3-1 contra o Moreirense) foi insuficiente para ultrapassar o Porto depois dos resultados menos bons das 2 jornadas anteriores e o Benfica terminou na segunda posição a apenas 1 ponto do campeão.
Na Taça de Portugal o Benfica atingiu a final mas perdeu-a face ao Vitória de Guimarães (1-2) e na Taça da Liga foi afastado da final nas grandes penalidades frente àquele que mais tarde ganharia a competição, o Braga.
Nas competições europeias, o Benfica começou na Liga dos Campeões mas ao ficar no terceiro lugar do grupo passou para os 16-avos-de-final da Liga Europa onde, após eliminar o Bayer Leverkusen, o Bordéus, o Newcastle e o Fenerbahçe, chegou à final, perdendo-a (1-2) para o Chelsea.
Uma coincidência transversal à parte final da época em algumas destas competições (nomeadamente Campeonato e Liga Europa) foi a cedência de golos já no período de descontos o que causou (directa e indirectamente) a perda desses troféus.
Em termos de mudanças no plantel destacam-se as contratações de Ola John, Enzo Pérez (de regresso após empréstimo), Lima e Salvio, que regressou após o empréstimo da época 2010/2011. As saídas mais marcantes (financeiramente) foram as de Bruno César, Javi García e sobretudo Witsel, mas a saída do mal-amado Emerson foi alvo de destaque também, especialmente pelos adeptos.

### Época 2013–2014
Foi um início difícil para a equipa do Benfica pelo facto de na época anterior ter perdido Campeonato, a final da Taça de Portugal e a final da Liga Europa. Ainda assim e apesar da forte contestação da massa adepta, Jorge Jesus continuou como treinador, devido ao voto de confiança do presidente, Luís Filipe Vieira. Jesus renovou contrato por duas épocas. O Benfica começou o Campeonato com uma derrota na Madeira frente ao Marítimo por 2-1. Depois, foi eliminado da Liga dos Campeões da UEFA na fase de grupos, embora tivesse amealhado os 10 pontos tradicionalmente suficientes para passar aos Oitavos de Final.
O primeiro grande teste da época foi o desafio contra o Sporting para a Taça de Portugal, no Estádio da Luz que as "águias" venceram por 4-3 (após prolongamento) com hat-trick de Cardozo na primeira parte e de Luisão.
Com o passar do tempo, a equipa foi ganhando confiança e estabilidade, sobretudo defensiva muito graças às atuações do capitão, Luisão, e também de Siqueira, o lateral esquerdo que o Benfica procurava depois da saída de Fábio Coentrão para o Real Madrid. Com o principal objetivo bem definido, vencer o campeonato nacional, a equipa mostrava-se unida, humilde e guerreira, demostrando-o ainda mais depois da morte do maior símbolo do clube e da Seleção Nacional, Eusébio da Silva Ferreira, em janeiro de 2014. O falecimento do Pantera Negra, foi em semana de clássico e mais uma vez a equipa uniu-se e fez das adversidades, forças e dedicou o triunfo por 2-0 sobre o FC Porto (golos de Rodrigo e Garay), ao Rei Eusébio.
A 16 de abril de 2014, o Benfica garante o regresso ao Jamor depois de vencer o FC Porto por 3-1 (3-2 no conjunto das duas mãos).
A 20 de abril de 2014, e quando ainda faltavam disputar 2 jornadas, o Benfica recebeu e venceu o Olhanense por 2-0, com um bis de Lima e sagrou-se campeão nacional pela 33ª vez perante 64 mil pessoas no estádio e muitos milhares no maior palco da festa em Lisboa, o Marquês de Pombal.
A 27 de abril de 2014, o Benfica vence o FC Porto, para a Taça da Liga, por 4-3 na marcação de Grandes Penalidades, após o nulo nos 90 minutos de jogo, qualificando-se assim para a final.
A 1 de maio de 2014 o Benfica regressa as finais europeias pelo 2º ano consecutivo (a décima final) após ter vencido no conjunto das duas mãos por 2-1 a Juventus, mas a 14 de maio, o Benfica perde a sua 8ª final europeia consecutiva frente ao Sevilha (4-2 após grandes penalidades), após dominarem totalmente o jogo mas em que o grande herói tinha sido Beto, o guarda-redes da equipa espanhola.
As principais figuras do título de campeão nacional foram Luís Filipe Vieira, que reforçou o plantel e manteve a confiança no treinador, e Jorge Jesus, que teve de encontrar soluções para as diversas lesões de jogadores fulcrais e ainda fazer substituir Matic que inevitavelmente saiu no mercado de inverno.
Após a conquista do 33º Campeonato Nacional, o SL Benfica garantiu presença na Supertaça de Portugal frente ao Rio Ave, o mesmo adversário das finais da Taça da Liga e Taça de Portugal. A 7 de Maio, o Benfica ganhou a sua 5ª Taça da Liga (novo recorde) ao derrotar o Rio Ave por 2-0, com os golos de Rodrigo e Luisão. A 18 de Maio, o Benfica venceu a sua 25ª Taça de Portugal (novo recorde) frente ao Rio Ave por 1-0, com um golo de Nico Gaitán. Com esta conquista, o Benfica tornou-se no primeiro clube português a conquistar a tripla de Campeonato, Taça de Portugal e Taça da Liga, e também conseguiu a sua 10ª dobradinha (novo recorde).

### Época 2014-2015
Depois de uma pré-época fracassada, o Benfica começou a época com a chave de ouro com a conquista da Supertaça a 10 de agosto frente ao Rio Ave (0-0, 3-2 após penaltis) e tornou-se na única equipa a vencer todas as competições nacionais em Portugal.
A maior desilusão foi a Champions, ao ficarem em último lugar num grupo acessível (Mónaco, Bayer Leverkusen e Zenit) apenas com cinco pontos.
Na Taça de Portugal foram eliminados nos oitavos-de-final em casa frente ao Braga (1-2) e no campeonato seguiam imparáveis com uns brilhantes 46 pontos ao fim da 1ª volta (apenas com um empate caseiro frente ao rival Sporting e uma derrota em Braga) e com uma importante vitória no Dragão.
Jesus ainda se teve a ver com as saídas de vários jogadores (Enzo Peréz, Rodrigo, Mátic, Cardozo, Garay, Markovic, o goleiro Artur que seria substituído por Júlio César, um dos guarda-redes mais premiados da história do futebol mundial) mas com destaque para a contratação de Jonas que juntamente com Lima formava a dupla goleadora mas que perdera o prémio de melhor marcador para Jackson Martinéz devido à chegada tardia de Jonas ao Benfica.
Na primeira jornada da 2ª volta poderiam ter aumentado a vantagem para o FC Porto de 6 para 9 pontos depois de os dragões terem perdido na Madeira (1-0 frente ao Marítimo), mas os encarnados perderam na Mata Real (contra o Paços de Ferreira, 1-0 com um penálti sofrido ao último minuto de jogo) e o campeonato ficou relançado, entretanto, duas jornadas depois os encarnados arrancam um empate a ferros em Alvalade ao último minuto de jogo por intermédio de Jardel e reduzem a vantagem para 4 pontos.
As águias voltam a tropeçar à 26ª jornada em Vila do Conde (2-1 contra o Rio Ave) e podiam ver o FC Porto reduzir a vantagem para apenas 1 ponto, mas os dragões não conseguem ir além de um empate na Choupana contra o Nacional, mas conseguiu reduzir a desvantagem para 3 pontos.
Entretanto, a 4 jornadas do fim jogava-se o título na Luz, que resultou num nulo entre o Benfica e o Porto deixando o Benfica a um pequeno passo de conquistar o 34º título da sua história, bastava apenas ganhar os restantes jogos que faltavam ou fazer os mesmos pontos que os dragões.
O título seria confirmado à penúltima jornada com um empate (0-0) dos encarnados em Guimarães graças a um empate do Porto no Restelo (1-1 contra o Belenenses). A festa encarnada começou na cidade Berço e desenvolveu-se de norte a sul do País e pelo mundo.
Para além do campeonato, os encarnados conquistaram a 6ª taça da Liga e a 5ª da era Jorge Jesus frente ao Marítimo (2-1, com golos de Jonas e Ola John).

## Da mudança de Jorge Jesus para Alvalade à vinda de Rui Vitória para a Luz

### Época 2015-2016

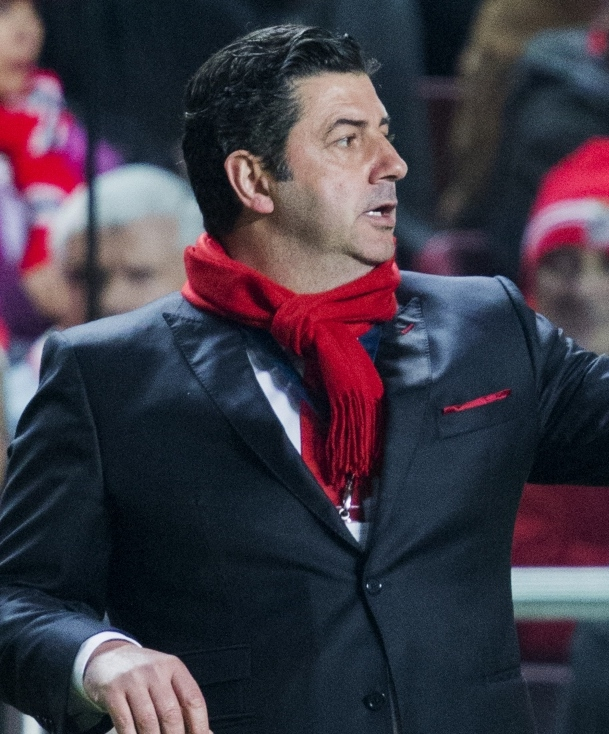
Rui Vitória no jogo da primeira mão contra o Zenit, na qual o Benfica venceu por 1-0

Pouco depois da época transata ter acabado, Jorge Jesus troca os encarnados pelo rival Sporting (que entretanto já tinha despedido Marco Silva logo a seguir à conquista da Taça de Portugal) e Luís Filipe Vieira contrata Rui Vitória (vindo do Vitória de Guimarães, clube ao qual ajudou a conquistar uma Taça de Portugal, precisamente frente ao Benfica de Jorge Jesus). A mudança de Jorge Jesus da Luz para Alvalade gerou muita polémica entre adeptos, equipa técnica e dirigentes desportivos. Rui Vitória e Jorge Jesus têm-se envolvido constantemente em brigas e provocações assim como os presidentes Luís Filipe Vieira e Bruno de Carvalho e a mudança de Jorge Jesus para o rival da 2ª Circular fez com que os benfiquistas fossem a tribunal denunciar o caso afirmando que houve violação de contrato pelo que o caso tem andado a ser tratado em tribunal.
A época não começou da melhor forma para o Benfica depois de uma pré-época sem qualquer vitória e da perda do primeiro objetivo da temporada (Supertaça precisamente frente ao Sporting de Jorge Jesus) e também com a eliminação precoce na Taça de Portugal também contra o Sporting de Jorge Jesus (em Alvalade).
O campeonato também não começou da melhor forma com apenas 4 vitórias nos primeiros 8 jogos, 1 empate (na Madeira contra o União) e 3 derrotas (Arouca, Porto e contra o Sporting no regresso de Jorge Jesus ao Estádio da Luz numa vitória histórica dos leões por 0-3) ficando a 7 pontos dos leões e a 5 dos dragões mas entretanto termina a 1ª volta com quarenta pontos e em 2º lugar (em conjunto com o FC Porto) a 4 pontos do líder Sporting. Na 1ª jornada da 2ª volta o Benfica aproveita da melhor forma o empate do Sporting em casa contra o Tondela para reduzir a desvantagem para 2 pontos ao vencer no terreno do Estoril-Praia e também aproveita para se isolar no 2º lugar graças a uma derrota do FC Porto em Guimarães. Três jornadas depois o Benfica alcança o Sporting no topo da tabela com um empate dos leões em casa frente ao Rio Ave mas na jornada seguinte o Benfica recebe e perde no clássico contra o FC Porto e o Sporting aproveita para novamente se isolar na liderança com mais 3 pontos ao golear o Nacional na Madeira. Entretanto duas jornadas depois um empate dos leões em Guimarães permite ao Benfica reduzir a desvantagem para apenas 1 ponto (que ganhou em casa o União da Madeira) e precisamente na jornada que antecede o derbi de Alvalade (4º confronto entre Jorge Jesus e Rui Vitória na temporada) onde Rui Vitória levou a melhor com uma vitória por 0-1 e saltou para a liderança isolada com dois pontos de vantagem. Os rivais da 2ª circular não perderam mais pontos até ao final do campeonato e o Benfica festejou o tão desejado tricampeonato 39 anos depois e o seu 35º título ao golear o Nacional por 4-1 no Estádio da Luz na última jornada do campeonato e acaba o campeonato com uns históricos 88 pontos ultrapassando, assim, o recorde de 86 pontos do FC Porto de José Mourinho de 2002/2003.
Para além do campeonato o Benfica ganhou a sua 7ª Taça da Liga (3ª consecutiva) ao golear o Marítimo por 6-2 no Estádio Municipal de Coimbra.
Na Liga dos Campeões o Benfica consegue apurar-se para os oitavos-de-final, 4 épocas depois em 2º lugar no seu grupo (Atlético Madrid, Galatasaray e Astana) com dez pontos, conseguindo pelo meio uma histórica vitória em Madrid por 2-1. Nos oitavos-de-final calha ao Benfica jogar com o Zenit de André Villas-Boas, apurando-se com sucesso (vitórias na Luz por 1-0 e na Rússia por 2-1) e nos quartos-de-final calhou ao Benfica jogar com o poderoso Bayern Munchen e acaba por ser eliminado (derrota por 1-0 na Alemanha e empate 2-2 na Luz) apesar da luta que deu ao colosso alemão. Com a sua participação na Champions o Benfica consegue amealhar mais de 30 milhões de euros nos seus cofres.

## Da saída de Rui Vitória à chegada de Bruno Lage

### Época 2018–2019: A Reconquista
A pré-época começou mal, com 2 vitórias em 6 encontro, no entanto, o Benfica conseguiu apurar-se para a Champions através dos play-offs.

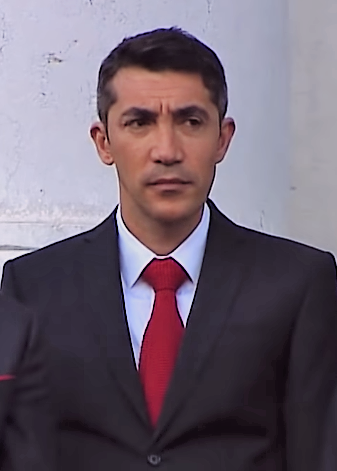
Bruno Lage, treinador do Benfica de 2019 a 2020.

O campeonato foi o único título que o Benfica venceu nesta época, no entanto, não começou da melhor forma. Nos primeiros 8 jogos, o Benfica venceu 5, empatou 2 e perdeu 1. Na 9ª jornada, o Benfica perdeu com o Moreirense na Luz e cai para o 5º lugar. Na 10ª jornada vence e sobe para 4º, onde ficou até à jornada 14, que subiu para 2º, no entanto, na jornada seguinte voltou a perder, com o Portimonense, e desceu novamente para 4º lugar. Parecia tudo perdido e   no dia 3 de janeiro Rui Vitória sai do Benfica e fica Bruno Lage a treinar as águias, e começou a ter melhores resultados. Na 17ª jornada, o Benfica volta a subir para 2º lugar, atrás do FC Porto e aí se manteve até à jornada 24, onde acaba por vencer os dragões por 2-1, no Estádio do Dragão. Os encarnados sobem para 1º lugar e aí ficam até ao final da época. O título só seria confirmado na última jornada com uma vitória (4-1) dos encarnados em casa. A festa encarnada começou na cidade Berço e desenvolveu-se de norte a sul do País e pelo mundo.
Na Taça de Portugal, o Benfica foi eliminado pelo Sporting, apesar de ter vencido na primeira mão por 2-1, na segunda, o Sporting venceu por 1-0 e passou pela regra dos golos fora. Na Taça da Liga, o Benfica chegou até às semifinais, no entanto, acabou por ser eliminado pelo FC Porto, por 3-1.
Na Liga dos Campeões, o Benfica calhou num grupo difícil (Bayern Munich, Ajax e AEK Athens), que acabou com apenas 2 vitórias e 1 empate em 6 jogos, tendo ficado em 3º lugar e descido para a Liga Europa. Na Liga Europa, o Benfica chegou longe. Nos dezasseis-avos-de-final, o Benfica eliminou o Galatasaray (1-2 fora, e 0-0 em casa), nos oitavos-de-final eliminou o Dínamo de Zagreb (perdeu 1-0 fora e ganhou 3-0 em casa), mas ficou pelo caminho nos quartos-de-final, onde foi eliminado pelo Eintracht Frankfurt, depois de uma excelente exibição de João Félix, que fez um hat-trick, com o resultado tendo ficado 4-2, no entanto, na Alemanha, o Frankfurt venceu por 2-0 e passou pela regra dos golos fora.

## O Regresso fracassado de Jorge Jesus

### Época 2020–2021
No início da temporada, o Benfica investiu mais de 105 milhões de euros em contratações, um recorde em Portugal. Os encarnados, também, viram o seu treinador antigo, Jorge Jesus de regresso, depois de ter estado a treinar o Flamengo.
O Benfica até começou bem, vencendo todos os jogos da pré-época, no entanto, perdeu a Supertaça por 2-0 frente ao FC Porto. O Benfica também falhou o acesso à Liga dos Campeões através dos play-offs, caindo para a Liga Europa.
O campeonato começou bem, com o Benfica a vencer os 5 primeiros jogos, mantendo-se em 1º lugar, no entanto, perdeu dois jogos seguidos, descendo para o 3º lugar, abaixo do Sporting e do Braga. Na 8ª jornada, o Benfica conseguiu passar o Braga e ficar em 2º lugar por 4 jornadas, no entanto, a partir da 12ª jornada, começou a ter maus resultados o que fez, na 16ª jornada, que descesse para 4º lugar, onde ficou por 8 jornadas seguidas. Na 24ª jornada, venceu contra o 3º colocado, o Braga e conseguiu subir para o 3º lugar, onde ficou até ao final da época.
Fora do campeonato, o Benfica chegou às semifinais da Taça da Liga, mas perdeu por 2-1 com o Braga e na Taça de Portugal, o Benfica chegou à final, onde também perdeu contra o Braga por 2-0.
Na Liga Europa, o Benfica empatou 3 e venceu 3 dos 6 jogos da fase de grupos, mas passou em 2º lugar do seu grupo (Rangers, Standard Liège e Lech Poznań) com 12 pontos. No entanto, nos dezasseis-avos-de-final, o Benfica apanhou o Arsenal, com o qual empatou na primeira mão (1-1) e perdeu na segunda (3-2), sendo assim eliminado da Liga Europa.

### Época 2021–2022
A época até começou bem para os encarnados, começando com uma pré-época com 3 vitórias em 4 jogos e com a qualificação bem sucedida através dos play-offs para a Liga dos Campeões.
O campeonato também começou bem com 7 vitórias nos primeiros 8 jogos e 1 derrota (na Luz contra o Portimonense), ficando em 1º lugar até ao 9º jogo. No entanto, na 10º jornada, o Benfica empatou com o Estoril fora de casa e acabou por ser ultrapassado pelo Sporting e pelo FC Porto. A partir daí, o Benfica ficou em 3º lugar até ao final da época, perdendo pontos de maneira desnecessária, afastando-se cada vez mais do 2º e 1º lugares com jogos como Benfica 1-3 Sporting, Porto 3-1 Benfica e outros. Após os maus resultados e prestações de Jorge Jesus, este saiu da estrutura do Benfica e veio Nélson Veríssimo, um interino, treinar a equipa. No entanto, os resultados não mudaram muito, o Benfica continuou a perder pontos e a distanciar-se dos rivais. Na 30º jornada, o Benfica acaba por vencer o Sporting por 2-0 no Estádio José Alvalade, assim encurtando a distância até ao segundo lugar, no entanto, ainda estava longe. Na penúltima jornada, o Benfica perdeu em casa frente ao Porto por 1-0, que acabou por se sagrar campeão no Estádio da Luz.
Fora do campeonato, o Benfica chegou à final da Taça da Liga, mas perdeu por 2-1 com o Sporting e na Taça de Portugal, o Benfica foi eliminado nos oitavos de final pelo FC Porto, por 3-0, no Estádio do Dragão.
No entanto, a par da má prestação nas competições domésticas, o Benfica foi longe na Liga dos Campeões. Passando em 2º lugar do seu grupo (Bayern Munchen, Barcelona e Dínamo de Kiev) com 8 pontos, conseguindo pelo meio uma vitória histórica contra o Barcelona no Estádio da Luz por 3-0. Nos oitavos de final, calha ao Benfica jogar contra o Ajax, conseguindo um empate na Luz (2-2) e uma vitória histórica em Amsterdão (0-1), apurando-se assim para os quartos de final. Nos quartos de final, calhou ao Benfica jogar com o poderoso Liverpool e acaba por ser eliminado (derrota por 1-3 na Luz e empate 3-3 na Inglaterra) apesar da luta que deu ao gigante inglês. Com a sua participação na Champions, o Benfica conseguiu amealhar mais de 60 milhões de euros nos seus cofres.
Também neste ano, a equipa sub-19 do Benfica venceu pela primeira vez a UEFA Youth League, derrotando o Red Bull Salzburg na final por 6-0. Com este título, o Benfica voltou a ser campeão europeu no futebol, 60 anos depois. O último título tinha sido a Taça dos Campeões Europeus, em 1962.

## A era Roger Schmidt

### Época 2022–2023

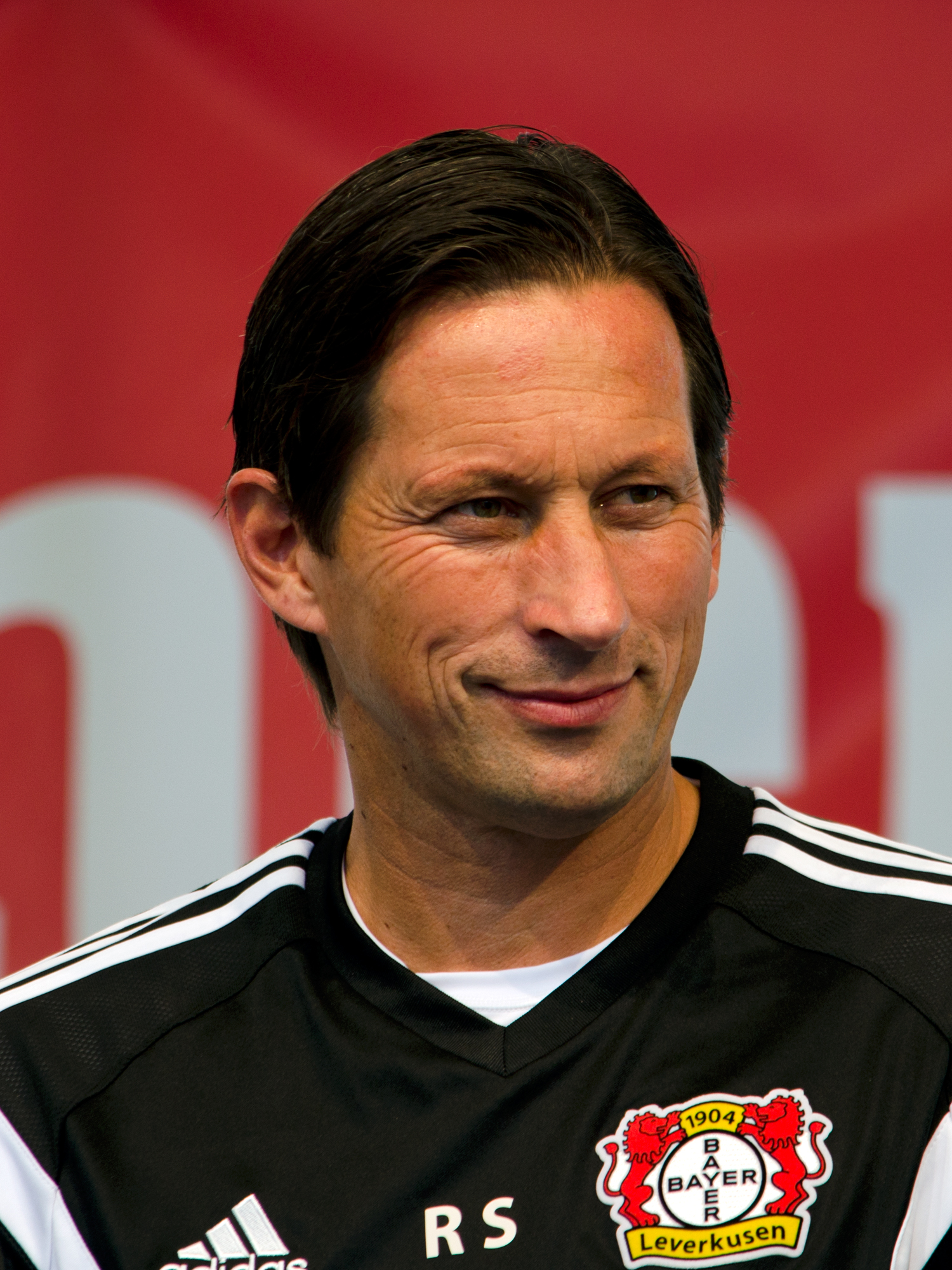
Roger Schmidt, aquando treinador do Bayer Leverkusen.

Com o objetivo de regressar aos títulos, o presidente do clube, Rui Costa, decidiu contratar Roger Schmidt, um treinador alemão que treinava o PSV Eindhoven.
Foram também contratados os jogadores Petar Musa, Mihailo Ristić, Alexander Bah, David Neres, Enzo Fernández e João Victor, investindo por volta de 47 milhões de euros. Saíram os jogadores Darwin Núñez, Everton, Gedson Fernandes, Tiago Dantas, Pedro Pereira, Jota e Mile Svilar, Ferro, Haris Seferović, Tomás Araújo e Pizzi amealhando mais ou menos 105 milhões de euros.
O Benfica começou com um grande registo, tendo vencido todos os jogos de pré-época. Também se conseguiu apurar com sucesso para a fase de grupos da Liga dos Campeões. Além disso, a equipa sub-19 dos encarnados venceu a primeira edição da Taça Intercontinental Sub-20, vencendo o Peñarol por 1-0 e conquistando um troféu inédito para o clube.
O campeonato começou da melhor forma possível, dos 12 primeiros jogos que fez, o Benfica venceu 11, tendo apenas empatado frente ao Vitória Sport Clube. Também venceu o FC Porto por 1-0 no Estádio do Dragão, feito este que não acontecia desde a época 2018–19. No entanto, após a paragem do campeonato devido ao Campeonato do Mundo FIFA de 2022, perdeu 3-0 frente ao SC Braga (a primeira derrota da época) e empatou em casa 2-2 frente ao rival Sporting.
Na Taça de Portugal, o Benfica começou de maneira atribulada, tendo empatado com o Caldas SC, apenas vencendo na disputa por grandes penalidades, e venceu o Estoril Praia, por uma vitória magra de 1-0, no Estádio António Coimbra da Mota. No entanto, foi avançando na prova, com uma vitória por 2-0 frente ao Varzim SC, fora de casa.

No entanto, na Liga dos Campeões é que veio a maior surpresa. O encarnados calharam num grupo com o PSG, a Juventus e o Maccabi Haifa, um grupo à partida complicado, tendo em conta as diferenças financeiras. No entanto, o Benfica superou-se, tendo vencido os dois jogos frente à Juventus (2-1 fora e 4-3 em casa), empatou os dois jogos frente ao PSG (1-1 em casa e 1-1 fora), e venceu ambos os jogos frente ao Maccabi Haifa (2-0 em casa e 6-1 fora). O Benfica e o PSG permaneceram empatados nos pontos durante toda a Fase de Grupos, no entanto, no último jogo, o Benfica goleou o Maccabi Haifa (6-1) e conseguiu empatar o registo de golos dos franceses. A regra de desempate foram os golos marcados fora de casa, onde o Benfica venceu, acabando assim em primeiro lugar do seu grupo com um número recorde de pontos na nova edição da Liga dos Campeões.